# Hyundai Elantra
El Hyundai Elantra o Hyundai Avante es un automóvil de turismo del segmento C producido por el fabricante surcoreano Hyundai Motor Company desde el año 1990. Es un cinco plazas con motor delantero y tracción delantera.
Es el tercer compacto más vendido del mundo, por detrás del Toyota Corolla, el Volkswagen Golf y el Ford Focus.

## J1. Primera generación (1990-1995)
Las dos primera generaciones del Elantra se llamaron Lantra en varios países de Oceanía y Europa, debido a que Mitsubishi Motors de Australia tenía un vehículo con un nivel de equipamiento similar llamado Elante, y Lotus tenía un modelo llamado Lotus Elan. En Sudamérica se denomina Elantra. Hyundai aún no puede usar el nombre Avante en Europa porque Audi tiene registrada su denominación Avant para sus modelos con carrocería familiar. El modelo con carrocería familiar fue sustituido en el 2007 por el Hyundai i30. La primera generación del Elantra (J1) se ofrecía únicamente con carrocería sedán de cuatro puertas. Los cuatro motores a gasolina de cuatro cilindros en línea y fabricados por Mitsubishi eran: un 1.5 litros de 86 o 95 CV, un 1.6 litros de 86 o 100 CV, un 1.8 litros de 116 o 126 CV, y un 2.0 litros de 138 CV.
La primera generación de Elantra,( Lantra en algunos mercados) se introdujo en el otoño de 1990. El modelo se reemplaza en el transportador Hyundai Stellar  y se produjo únicamente en versión sedán. La compañía coreana diseño el auto de manera independiente,en su propia plataforma, pero no produjo sus motores en ese momento, por lo que los motores con licencia de Mitsubishi se ubicaron bajo el capó de la primera generación de Elantra. 1.5 litros ( 86HP) 1.6 (113HP) y 1.8 (124HP). Cajas de cambios " mecánica" de cinco velocidades o "automática" de cuatro bandas.

## Segunda generación (J2 y J3, 1995-2000)

### Fase I (1996-1998)
La segunda generación del Elantra (J2) recibió también una segunda variante con carrocería familiar de cinco puertas, llamada "Avante Touring" o "Elantra Sportswagon". La NHTSA le otorgó cuatro estrellas en su prueba de choques. Hubo numerosos motores de gasolina fabricados por Hyundai y Mitsubishi, según el mercado: un 1.5 litros y 8 válvulas de 90 HP, un 1.6 litros de 16 válvulas denominado BETA que errogaba 116 HP, un 1.8 litros  de 132 HP (G4GM), y un 2.0  litros de 140 HP (G4GF). Lanzada en 1995, la segunda generación se ofreció en sedán y camioneta. Se vendió en el mercado coreano como Avante en su versión sedán y en Avante Touring en camioneta.

### Fase II (1999-2000)
La segunda generación del Elantra recibió un facelift en 1999 con un diseño totalmente renovado. Había también una versión diésel, con motor 1.9 litros.Hyundai Lantra/Elantra recibió nuevas parrillas para los modelos del año 1998 y, por primera vez en Europa,la versión sedán comparte parrilla con la camioneta.  

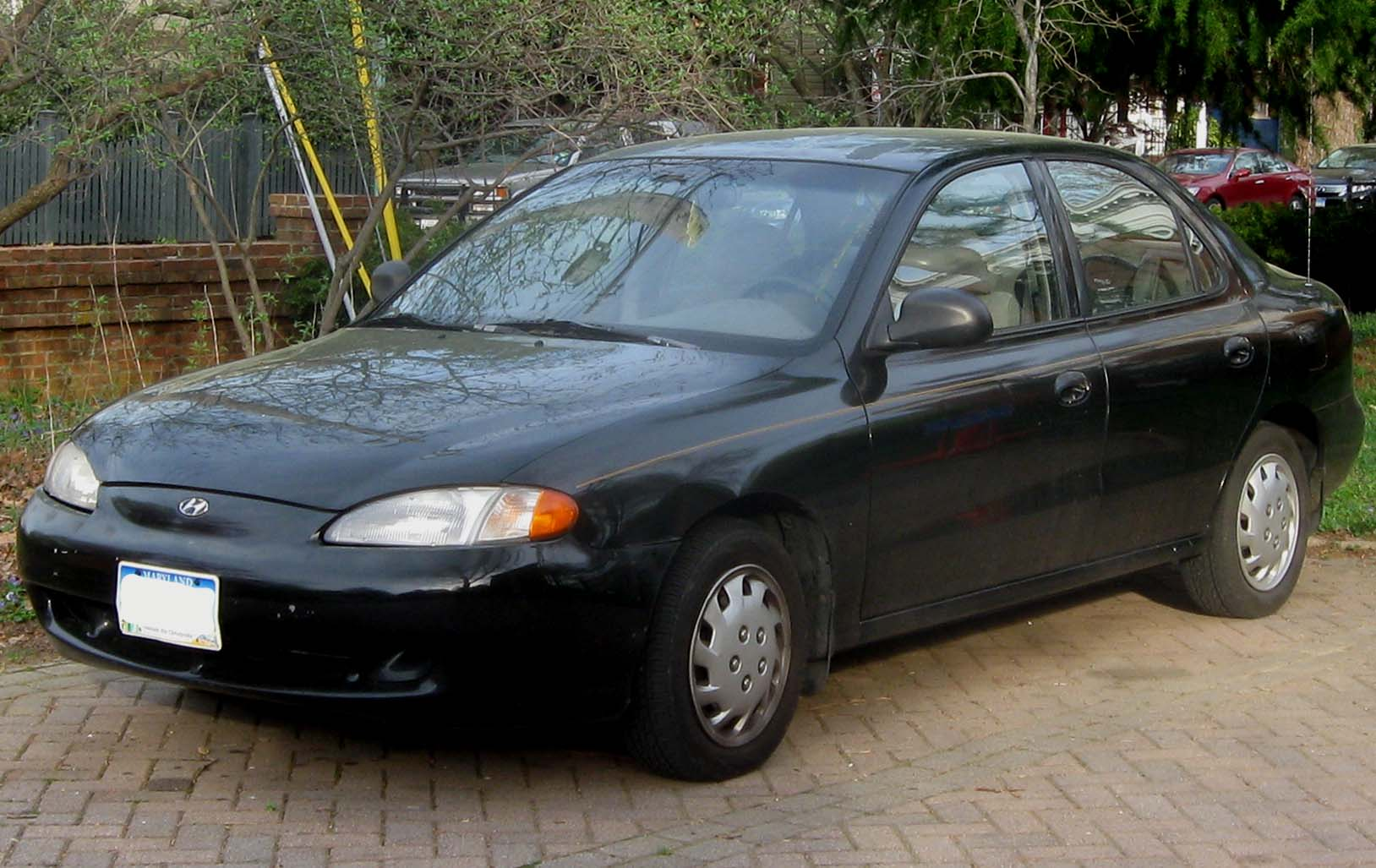
Sedan
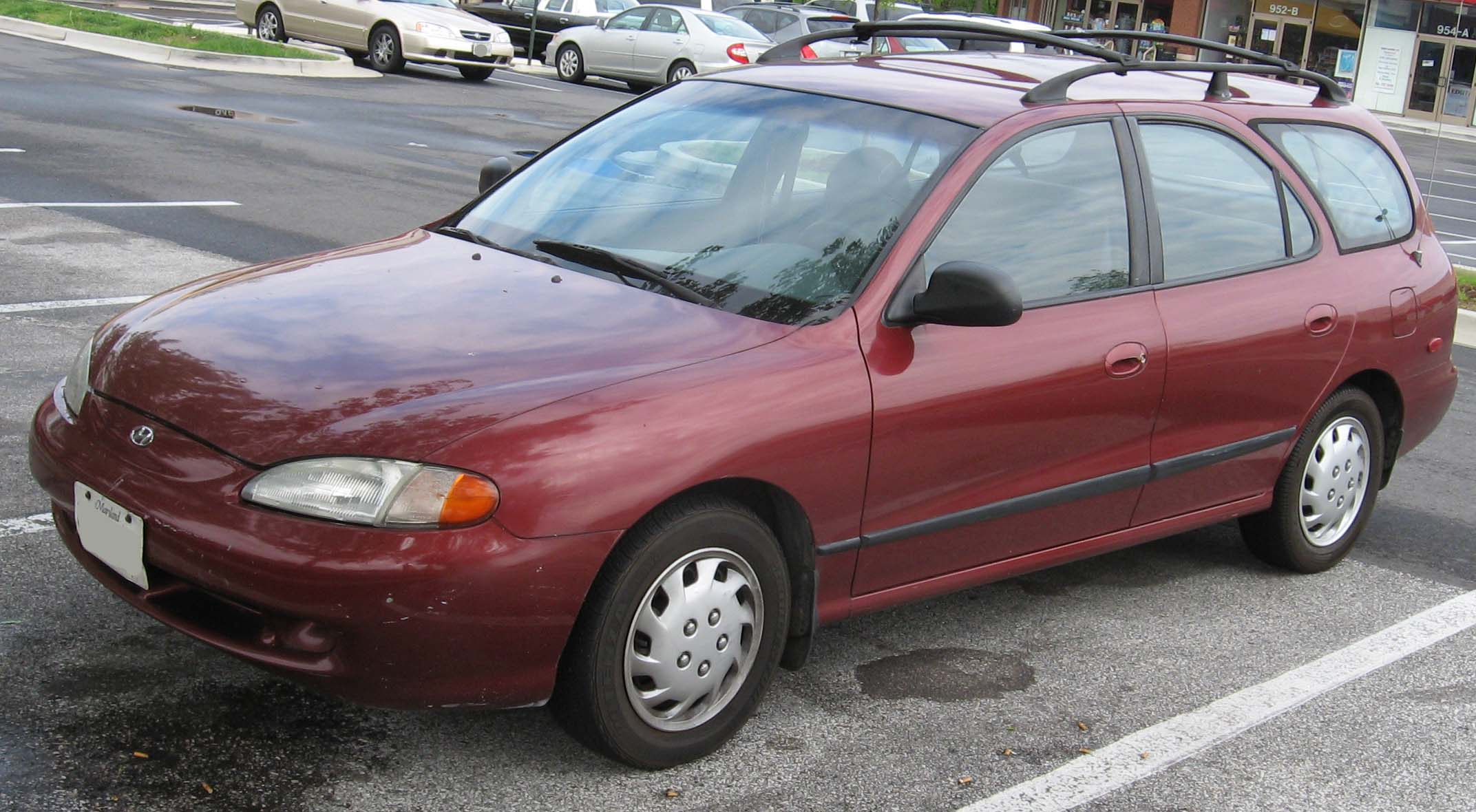
Familiar

## XD. Tercera generación (2001-2006)
La tercera generación del Elantra (XD) pasó a incorporar de serie elementos de seguridad en toda la gama, entre ellos antibloqueo de frenos y cuatro airbags. En lugar de una carrocería familiar, existía una hatchback de cinco puertas. El Elantra recibió tres estrellas en las pruebas de choques realizados por EuroNCAP.
De la tercera generación derivaron el compacto Kia Cerato, los todocamino Hyundai Tucson y Kia Sportage así como una carrocería monovolumen denominada Hyundai Matrix, Hyundai Lavita o Hyundai Elantra Lavita según el mercado.

Los motores gasolina eran un 1.6 litros de 108 CV un 1.8 y un 2.0 litros de 136 o 139 CV, mientras que por primera vez se ofrecía una versión Diésel de 2.0 litros y 113 CV. Algunas versiones se ofrecía con un transmisión variable continua. El Elantra de tercera generación, con el nombre en clave de XD,fue introducido a principios del nuevo milenio y fue el primer Elantra que se ensambló en varias plantas de Hyundai en todo el mundo. En Norteamérica se ofreció solo con un motor de gasolina de 2.0 litros.   

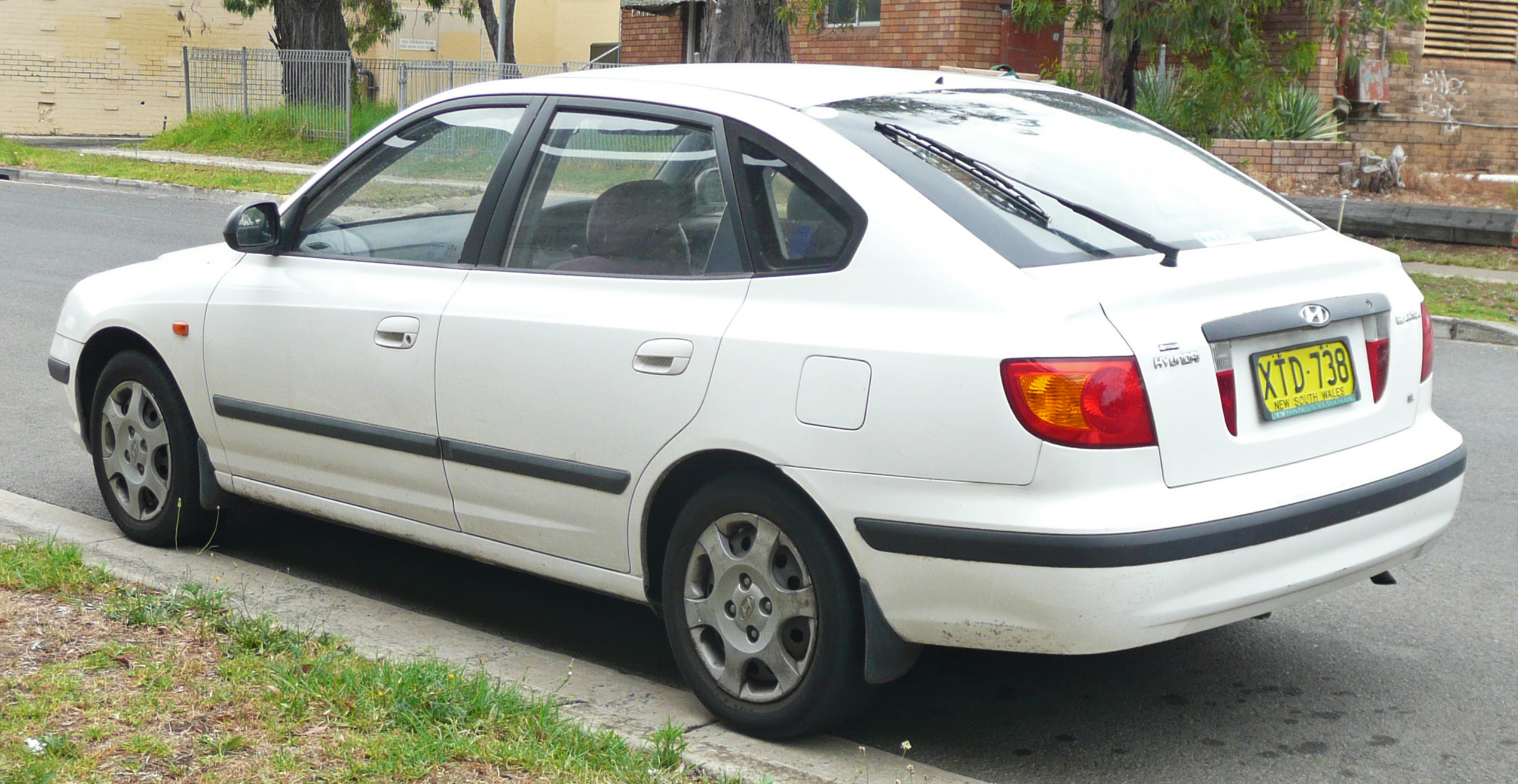
Elantra GT (Liftback) vista trasera
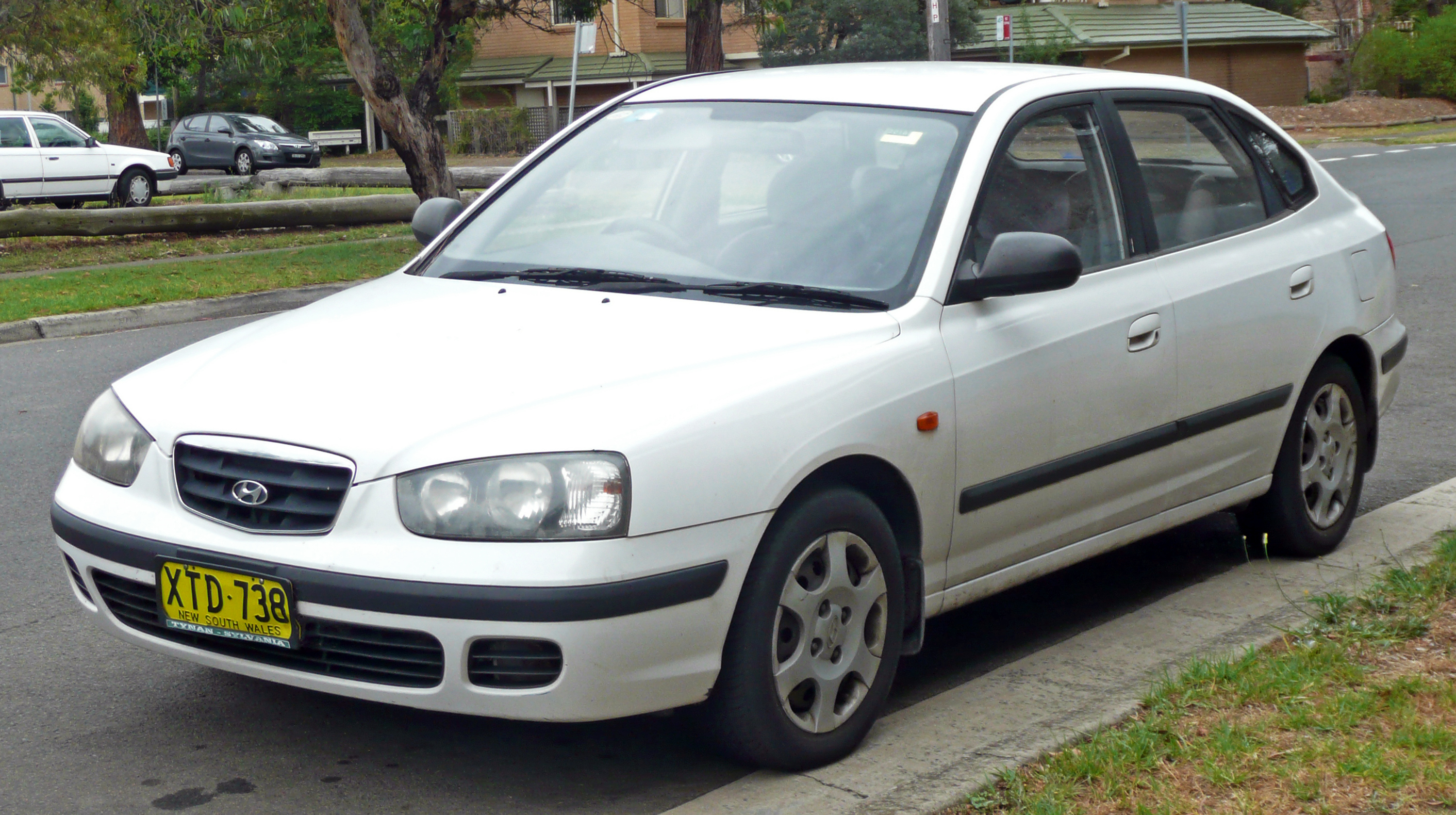
Elantra GT (Liftback) vista delantera
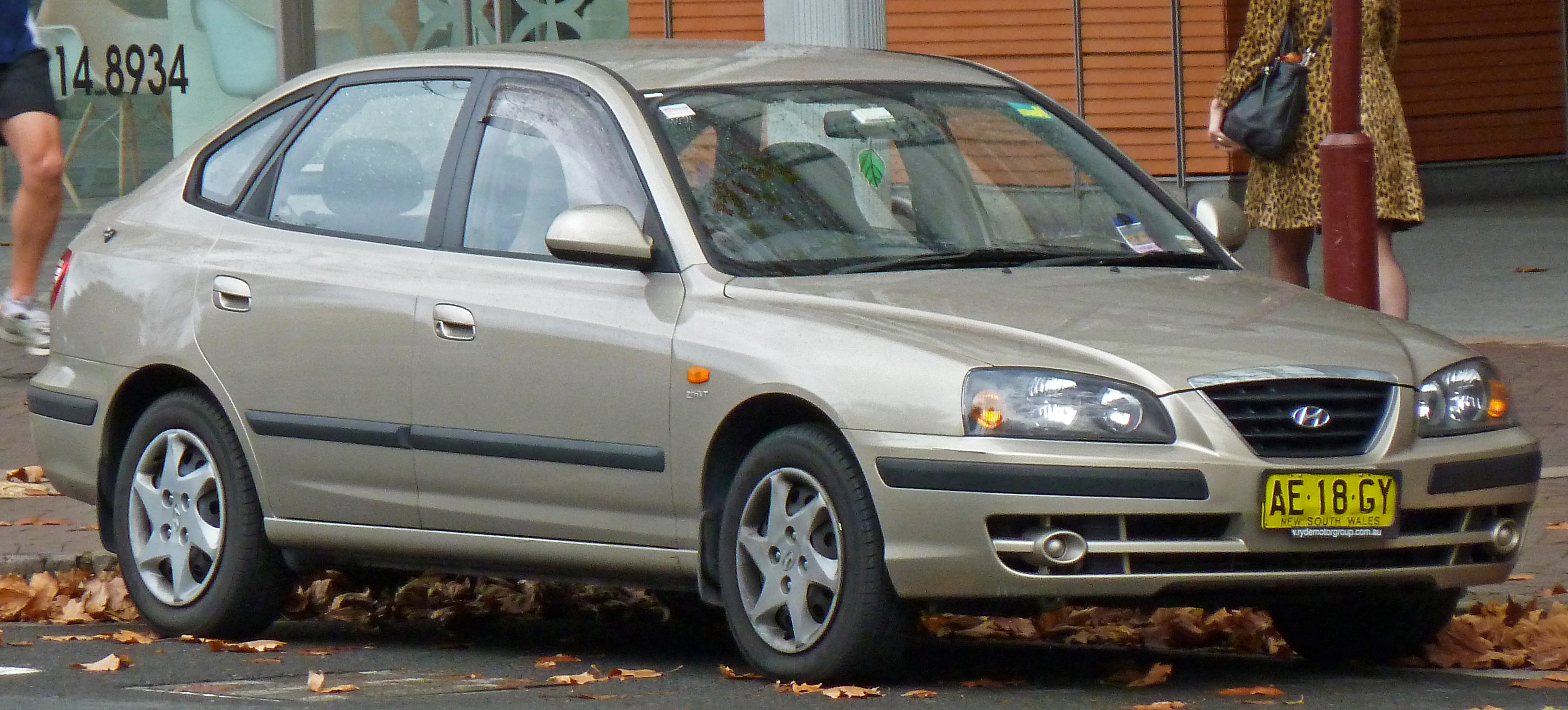
Sedan vista delantera
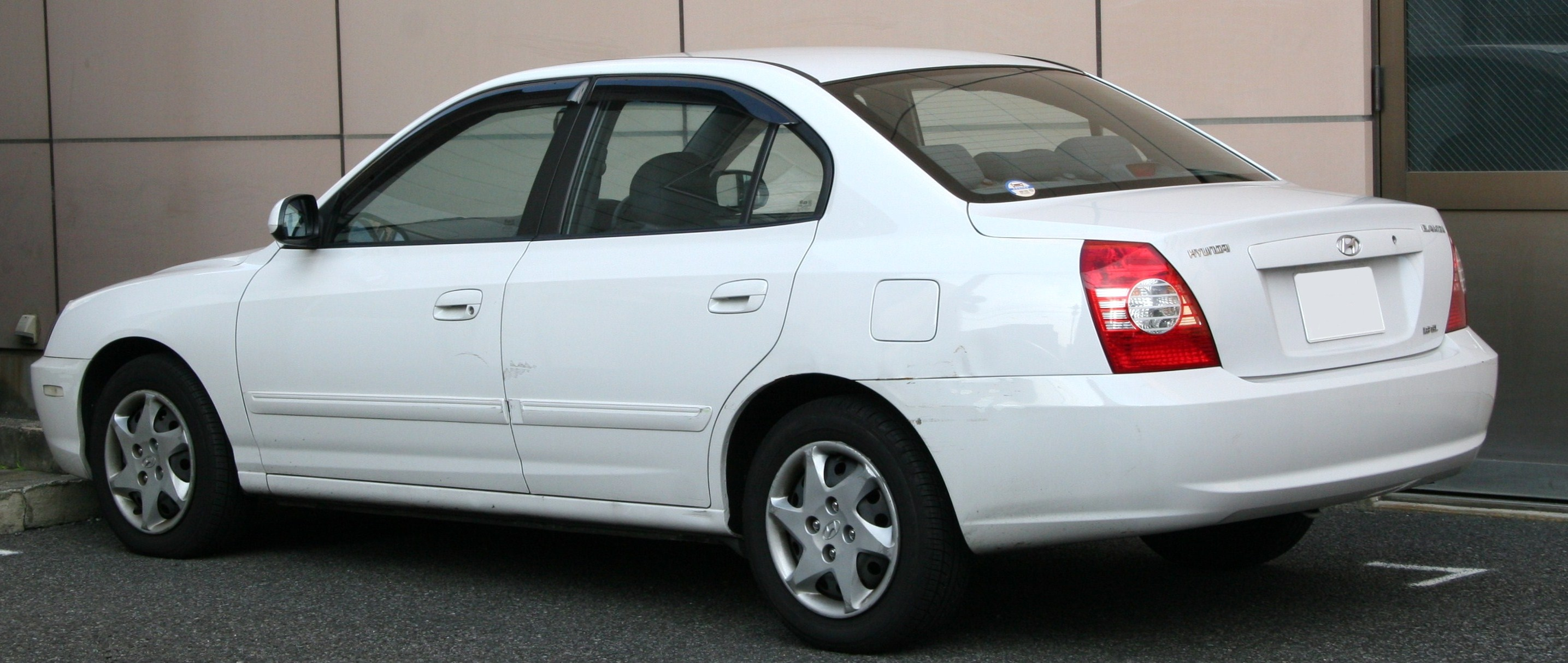
Sedan vista trasera

## HD. Cuarta generación (2006-2010)
La cuarta generación del Elantra (HD) se mostró al público en el Salón del Automóvil de Nueva York de 2006 y se empezó a comercializar en el tercer trimestre de ese año. Los tres motores son un gasolina de 1.6 litros y 112 CV, un gasolina de 1.8 litros (140HP)  y 145 CV, y un Diésel de   
1.8 litros y 110 CV.
El Elantra totalmente renovado fue presentado en 2006 en el Auto Show de Nueva York, con el código de HD. Hyundai introdujo el estilo "Botella de Coca-Cola" con esta versión, dándole más curvas que sus antecesores. 
El Elantra con carrocería sedán tiene un diseño exterior totalmente distinto al familiar, ya que este último es equivalente al Hyundai i30, el sucesor en el Elantra del mercado europeo. Recibió cinco estrellas en las pruebas de choques realizados por la NHTSA y ANCAP.

Este Elantra se vendió en China como Elantra Young y fue uno de los modelos más vendidos en China y otros países emergentes como Corea del Sur o Corea del Norte.

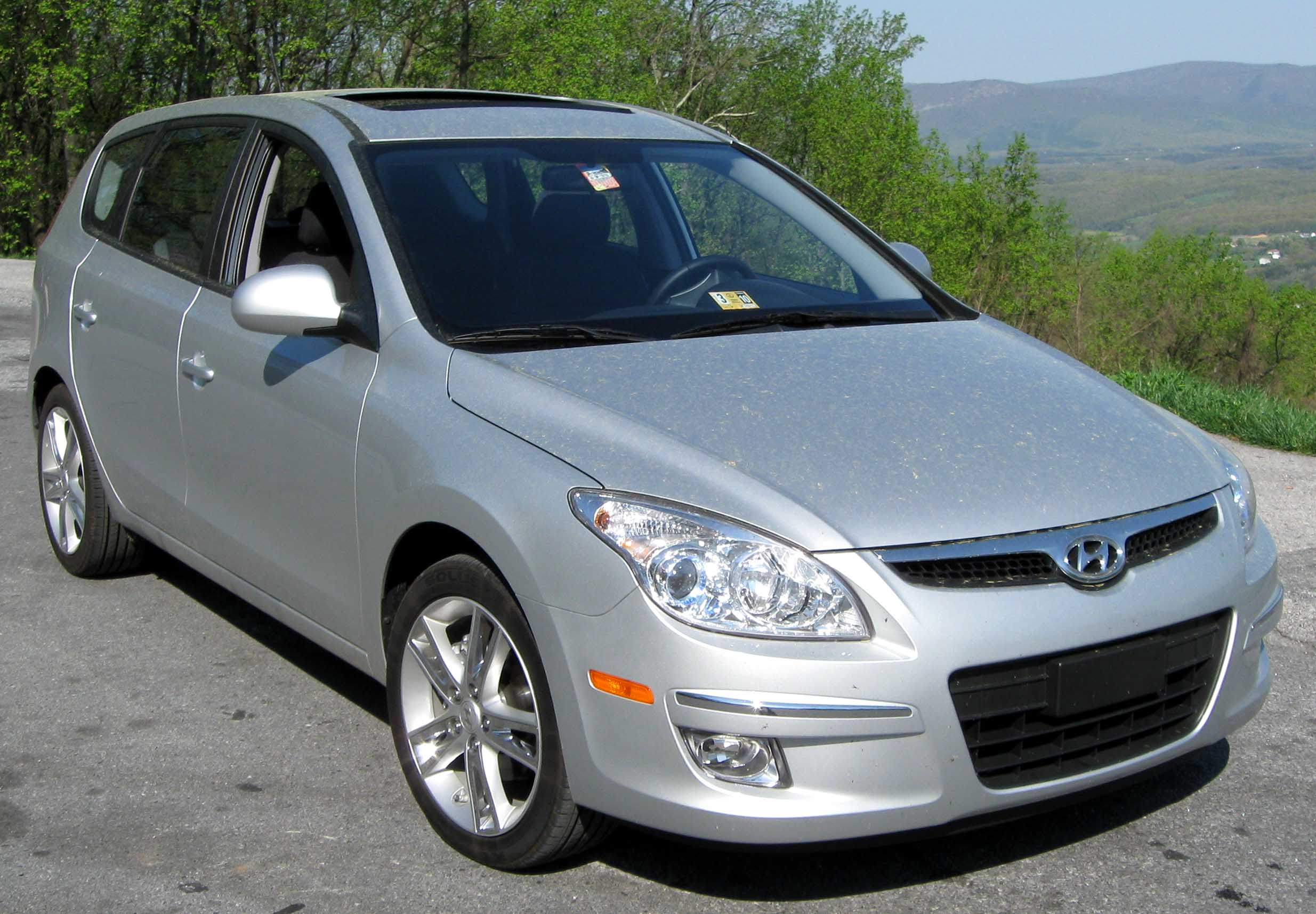
Elantra Touring (Shooting brake) vista delantera
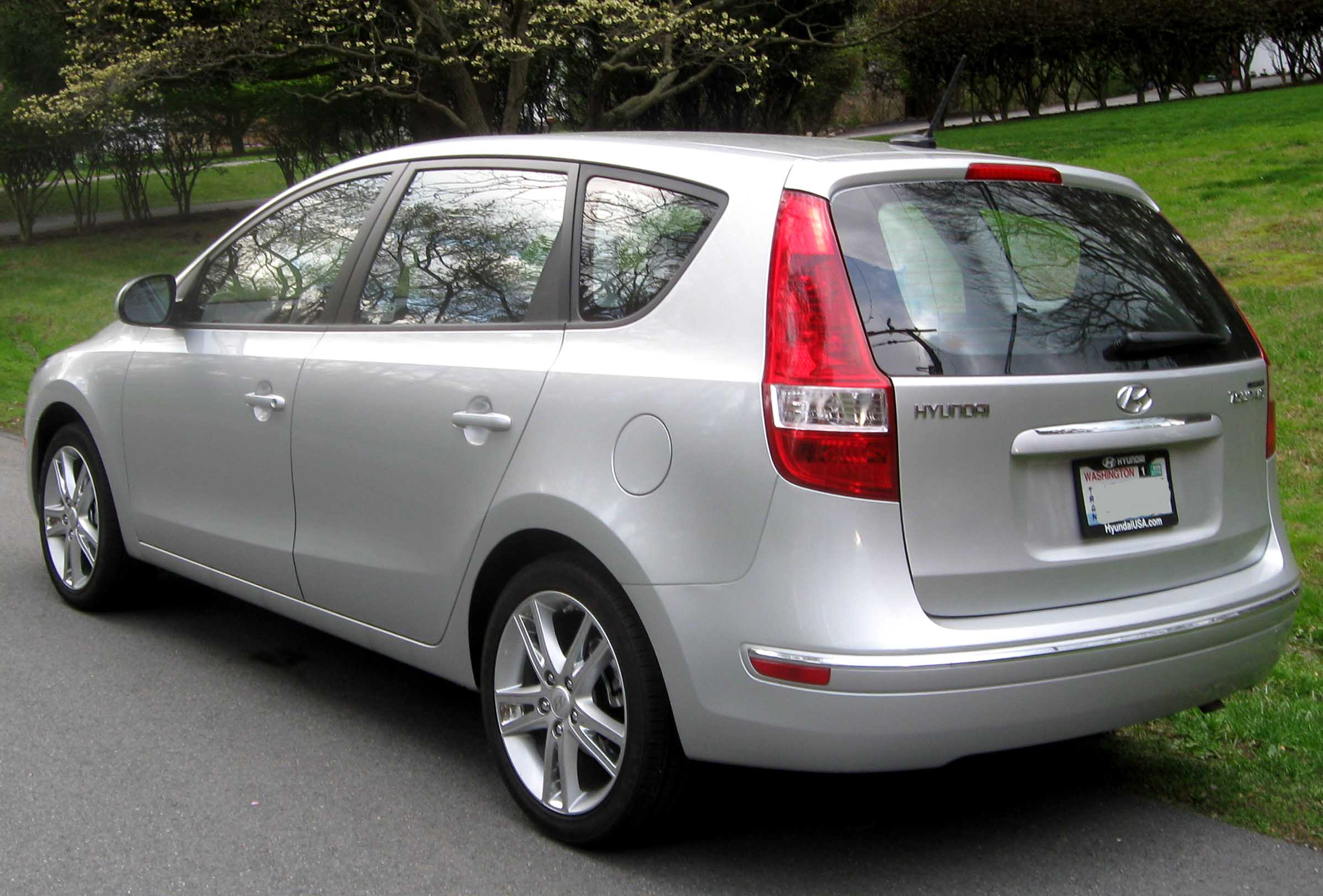
Elantra Touring (Shooting brake) vista trasera
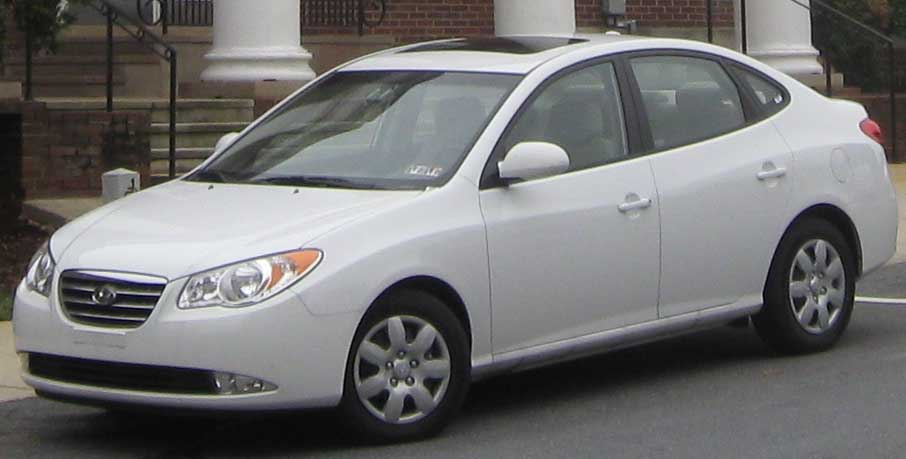
Sedán (vista delantera)
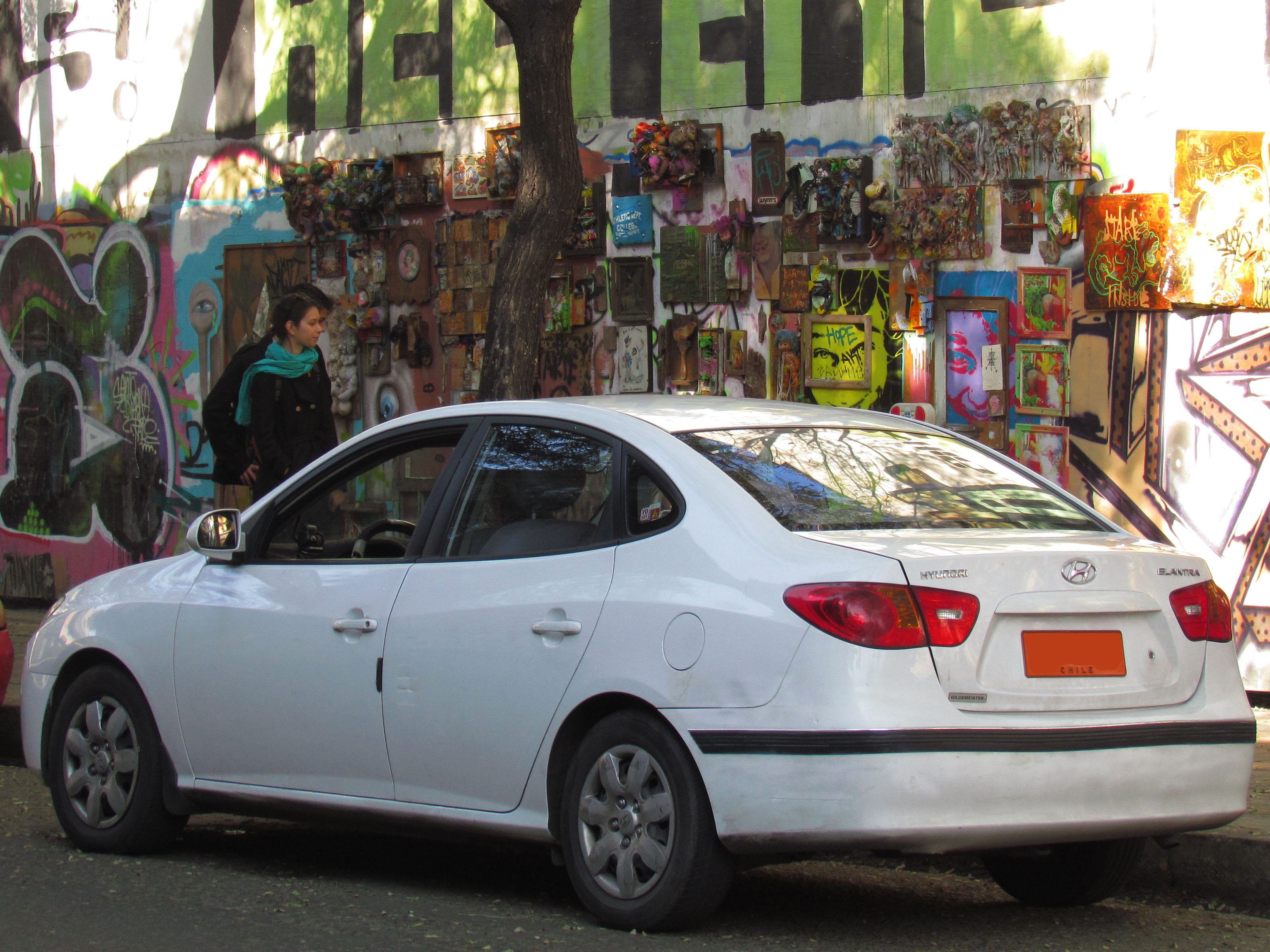
Sedán (vista trasera)

## MD. Quinta generación (2011- 2015)
El Elantra de quinta generación (MD), se estrenó en el Salón del Automóvil de Busán de 2011 y se puso a la venta en el cuarto trimestre de ese año. En algunos países (sobre todo en Europa) se llamó i35. Entre sus motores se encuentra un cuatro cilindros atmosférico denominado Gamma MPI 1.6 (130HP) completamente de Aluminio, el de mejor rendimiento de combustible de la serie y el potente motor Nu MPI 1.8 de 148 HP. También de excelente rendimiento. Su diseño exterior se asemeja al del reciente Hyundai Sonata. Ha sido elegido como carro del año 2013 en Norteamérica, según el jurado del Salón del Automóvil de Detroit. El Elantra de quinta generación, con el nombre en código MD, fue sustancialmente más grande que las versiones anteriores del sedán compacto. Debutó en el Salón del Automóvil de Los Ángeles 2010.

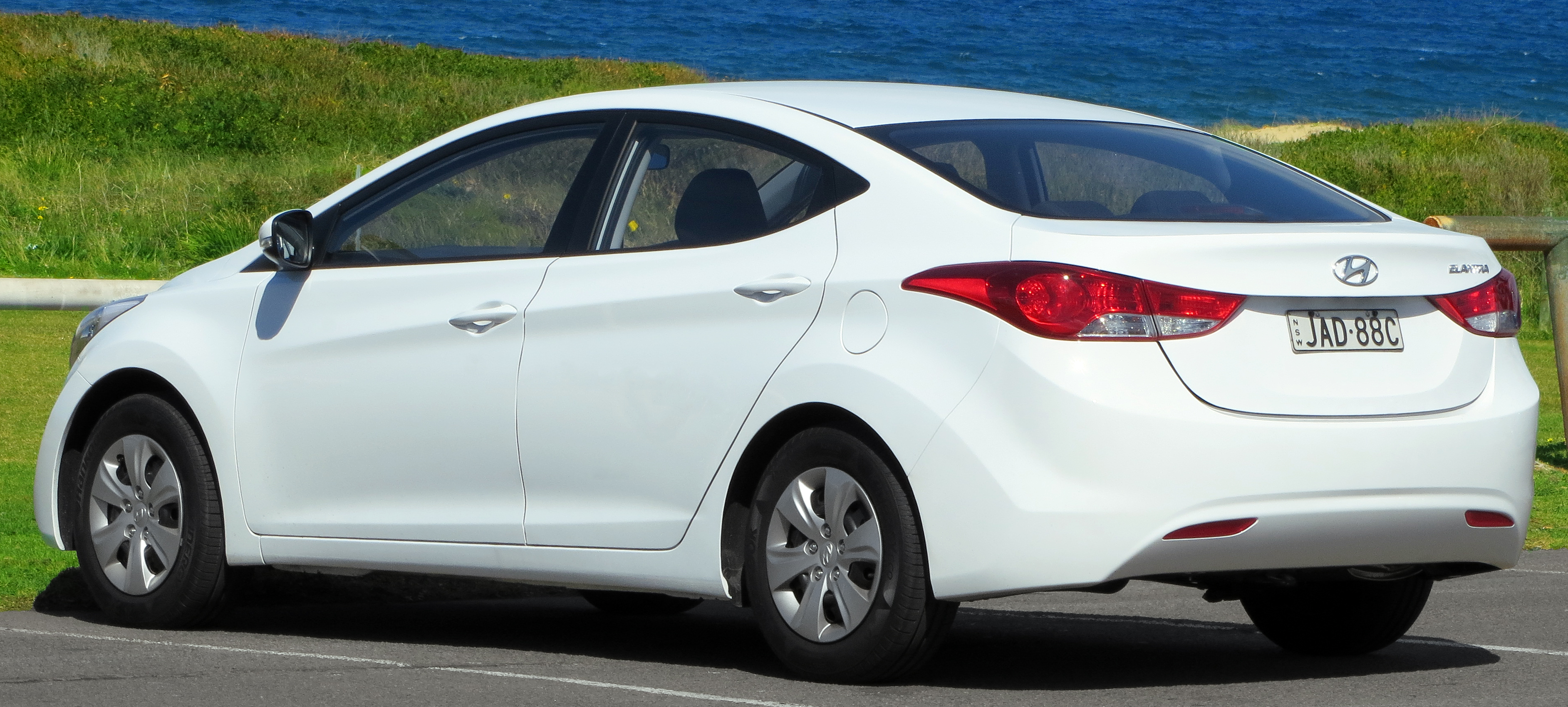
Sedan (pre-facelift) vista trasera
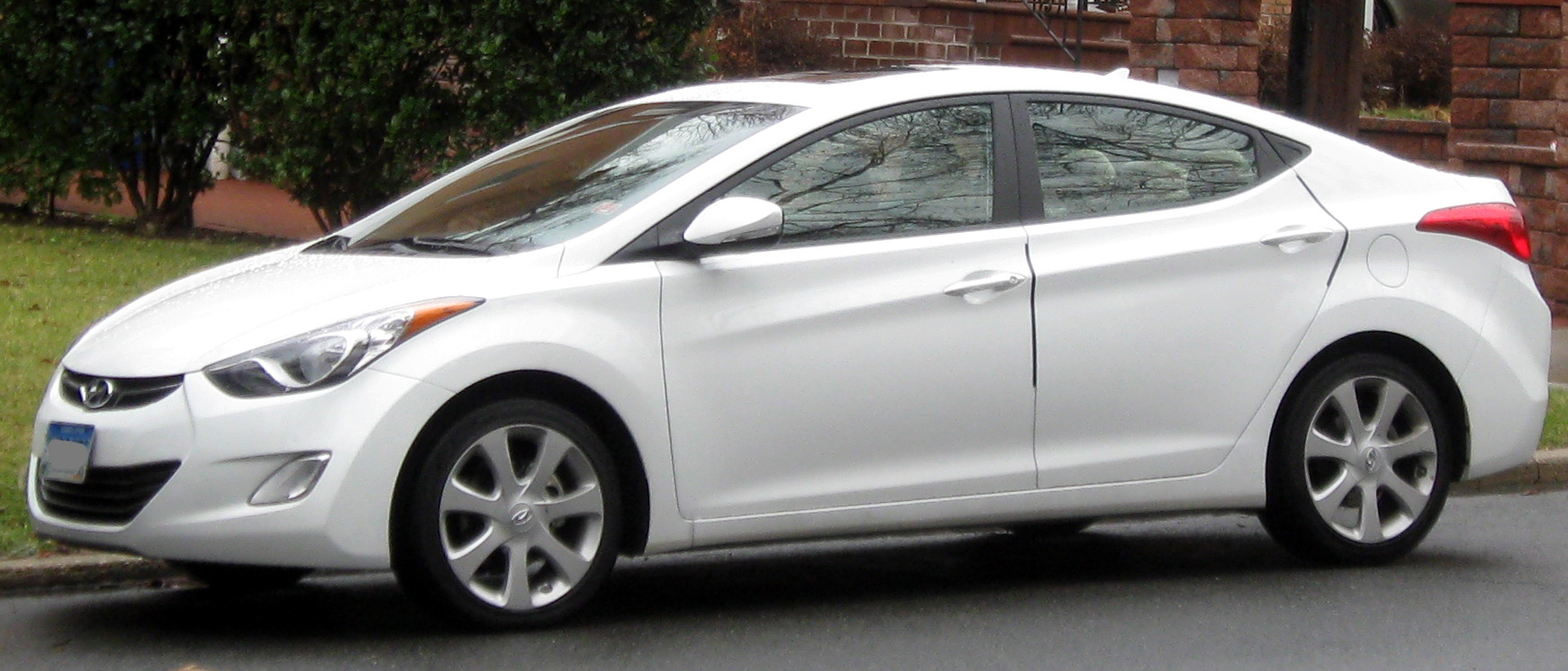
Sedan (pre-facelift) vista delantera
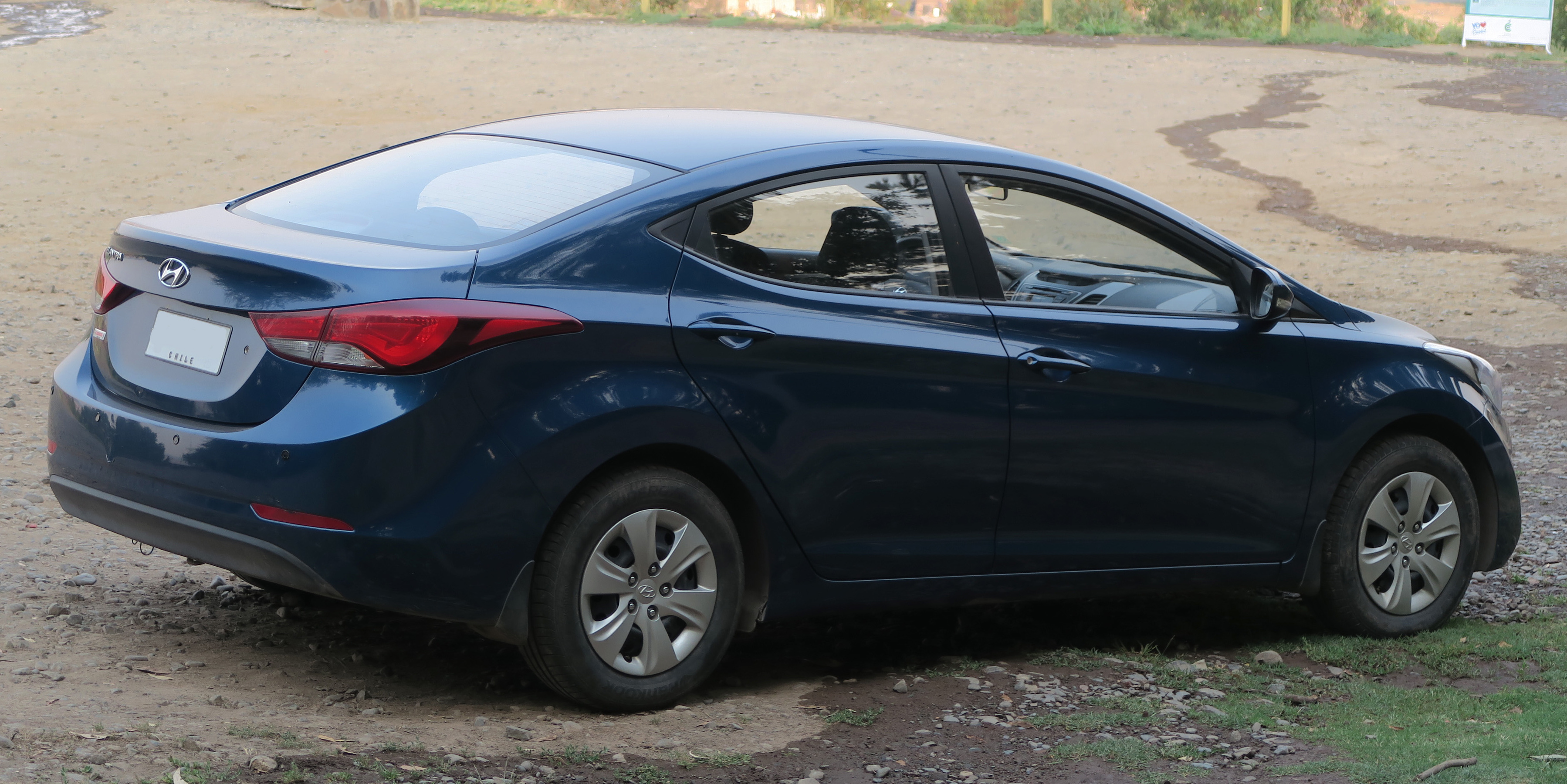
Sedan (post-facelift) vista trasera
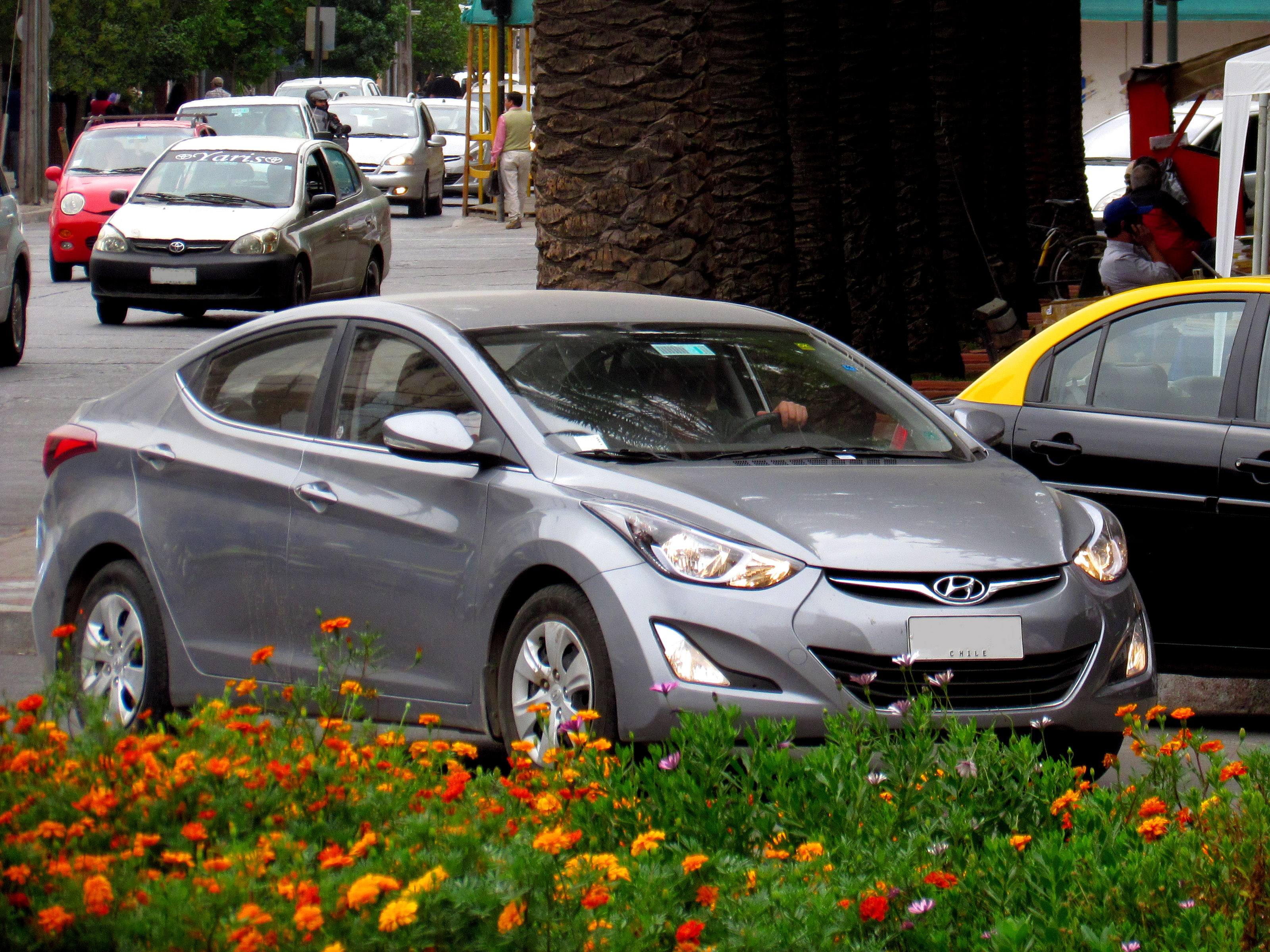
Sedan (post-facelift) vista delantera
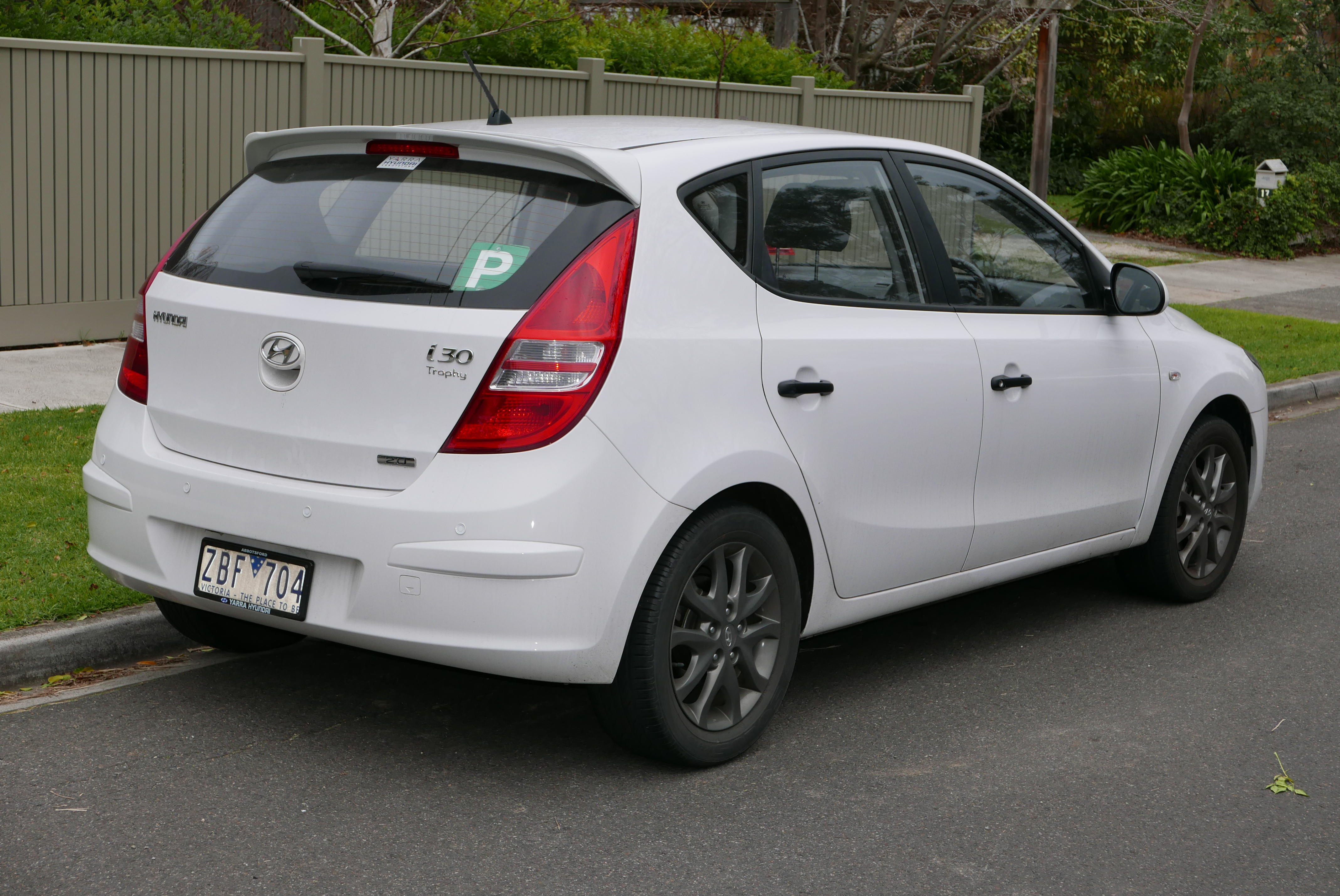
Elantra GT (pre-facelift) vista trasera
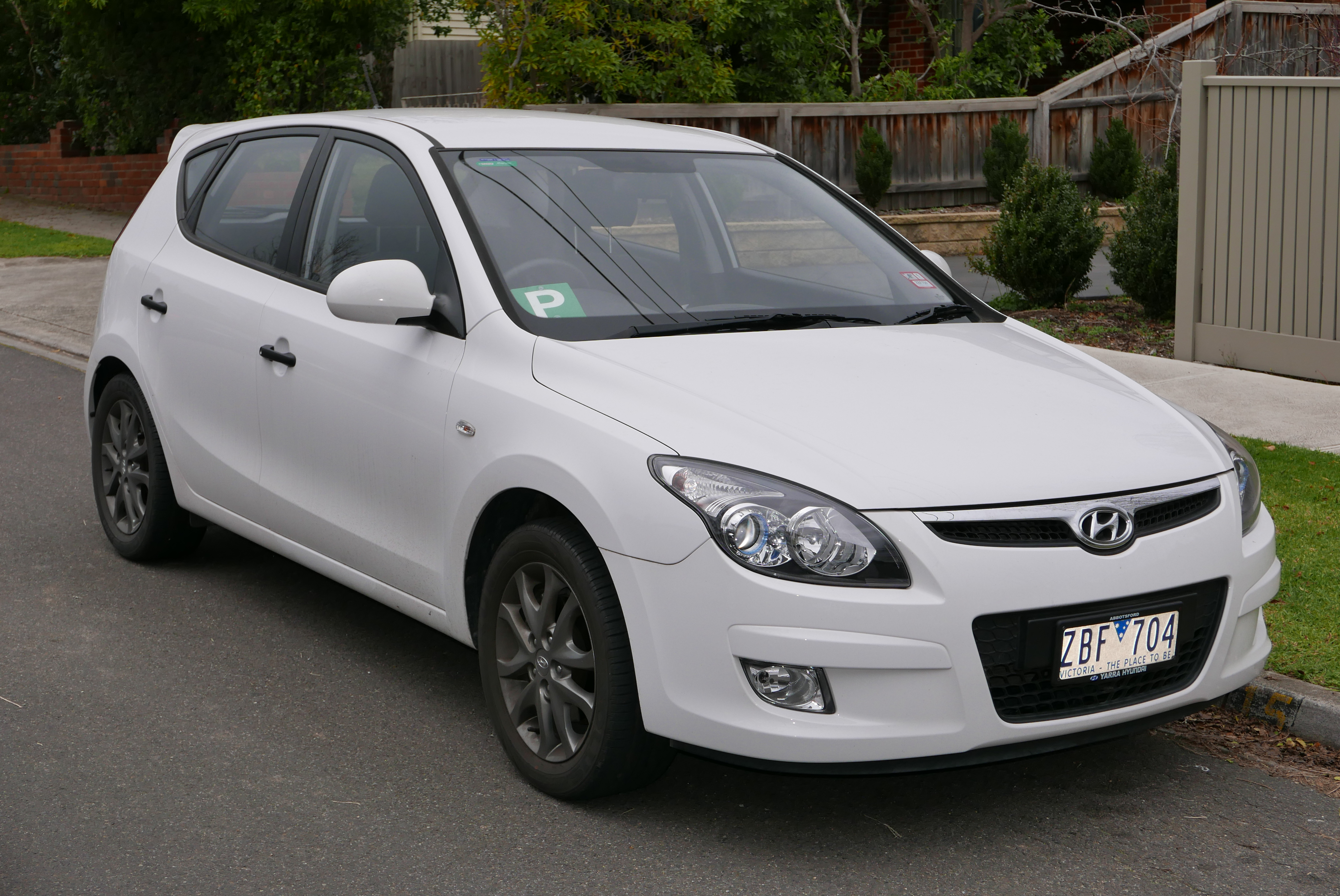
Elantra GT (pre-facelift) vista delantera
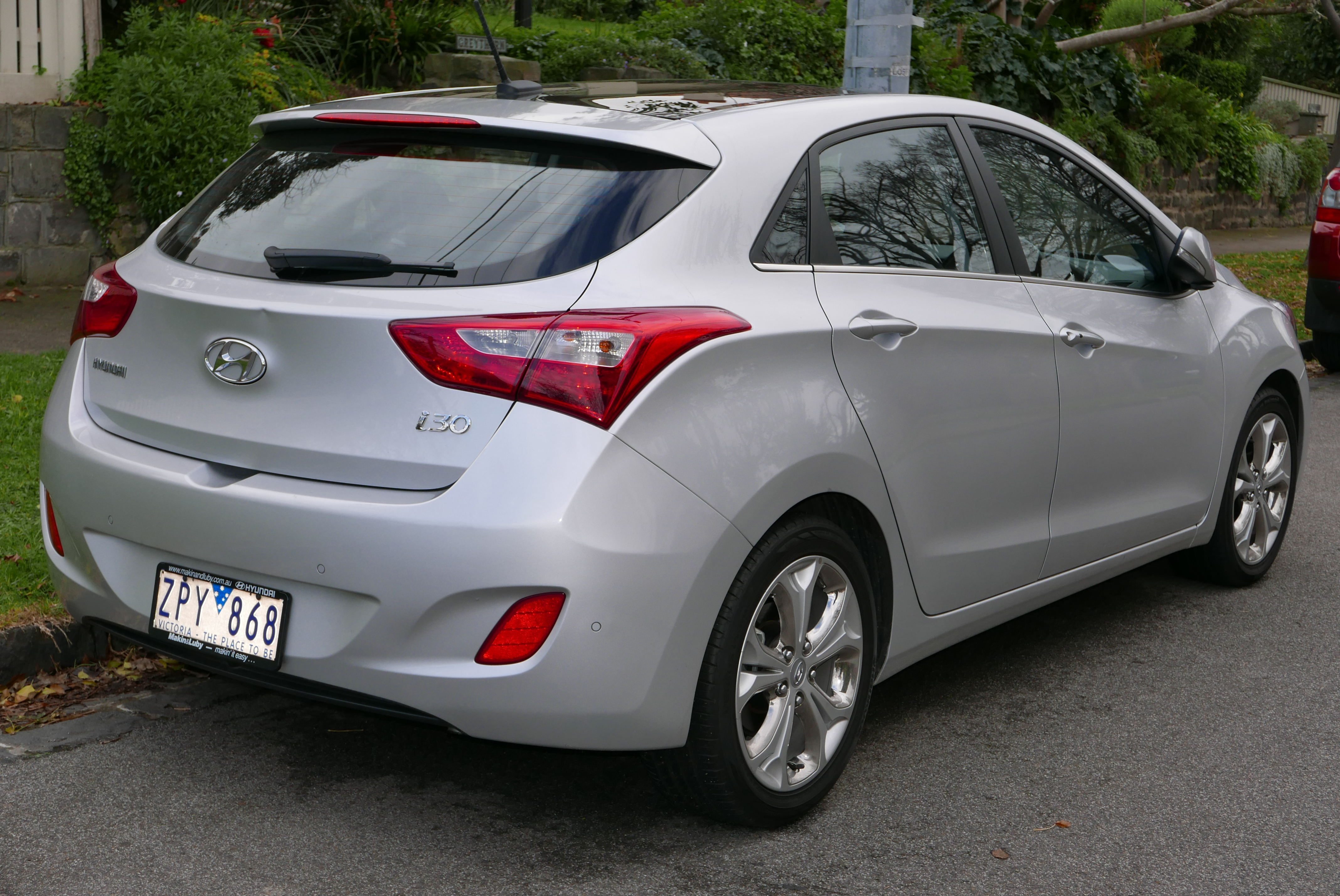
Elantra GT (post-facelift) vista trasera
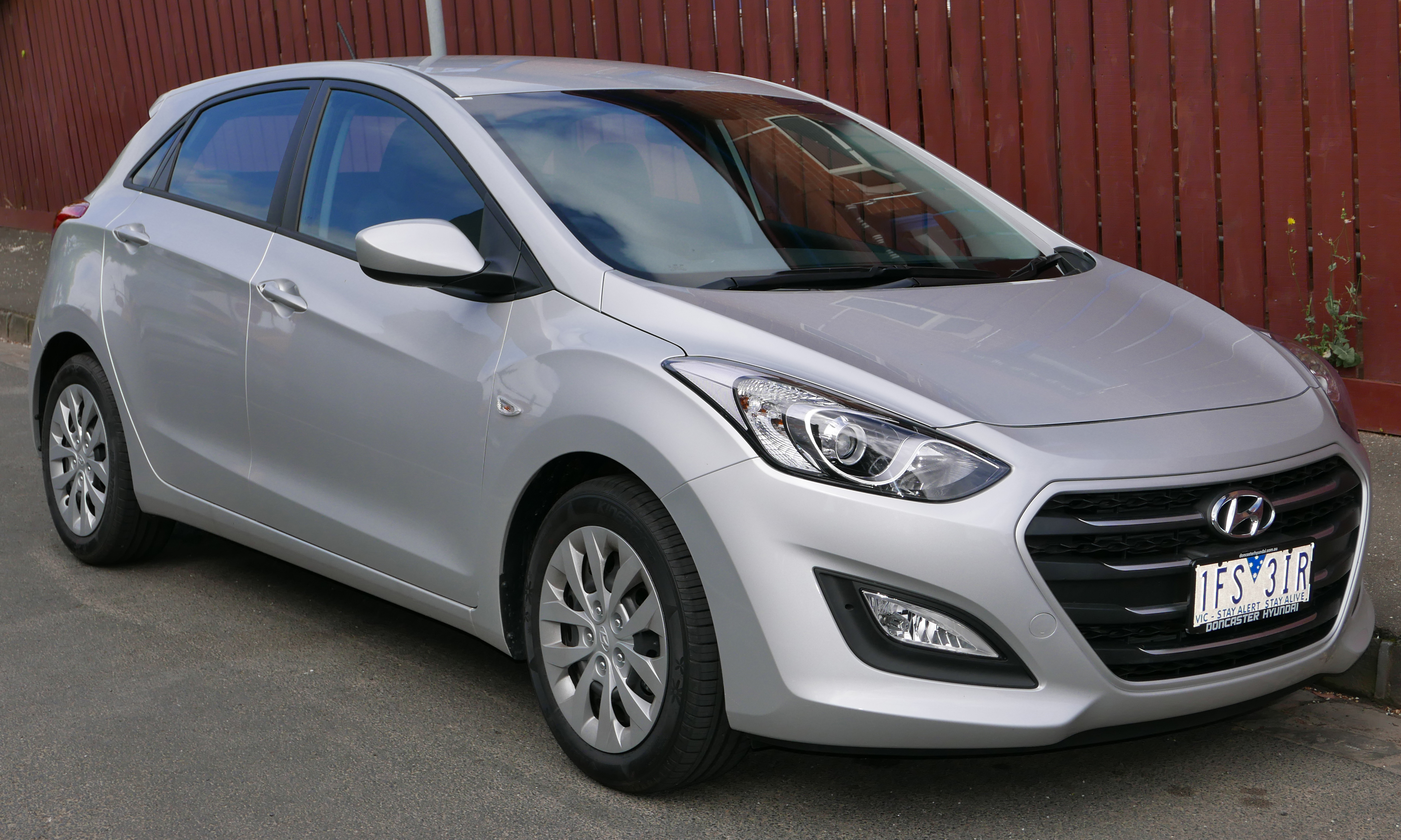
Elantra GT (post-facelift) vista delantera

## AD. Sexta generación (2016-2020)
Después del lanzamiento del Avante en Corea del Sur en septiembre de 2015, se anunció que el Elantra de sexta generación se lanzará a la venta en febrero de 2016 como modelo 2017 en América del Norte. Dos versiones están presentes en el lanzamiento del modelo 2017: SE y Limited (las versiones SEL, Value Edition y Sport serían lanzados más adelante). En la India, la serie AD Hyundai Elantra se lanzó el 23 de agosto de 2016 con opciones de motores de gasolina y diesel. Sus variantes de gasolina desplazan 2.0 litros, mientras que el motor diésel es una unidad de 1.6 litros.Con el Elantra de sexta generación (AD) abandonó el lenguaje de diseño Fluidic Sculpture, tenía un aspecto más conservador que su predecesor. También, Hyundai comenzó a usar una parrilla masiva para esta versión.
En 2017 es presentado el ECO Trim, un paquete que reemplaza el motor estándar con un motor turboalimentado de 1.4 litros DOHC Inline-4, motor Kappa de 128 hp (95 kW) junto con una transmisión automática de doble embrague de 7 velocidades que mejora el MPG uso para clientes de conducción ecológica.

Para el modelo del año 2019, recibió un nuevo aspecto exterior, nuevos diseños de ruedas, nuevas características de seguridad y una consola central actualizada. Los cambios exteriores del nuevo rediseño incluyen una nueva parte trasera con luces traseras rediseñadas, la palabra "ELANTRA" escrito en la parte posterior y una apertura oculta del maletero dentro del emblema de Hyundai. Los nuevos faros triangulares incluían faros LED como opción, eliminando los faros HID adaptativos disponibles anteriormente. El lanzamiento del rediseñado Elantra se realizó a inicios de 2019 con precios a partir de la SE de transmisión manual básica a $17,985 ($150 más que antes), la versión superior limitada a $23,485 ($60 más que antes) y el Sport a $ 23,285 ($600 que antes). Tiene la función de asistencia de salida segura como el Santa Fe.

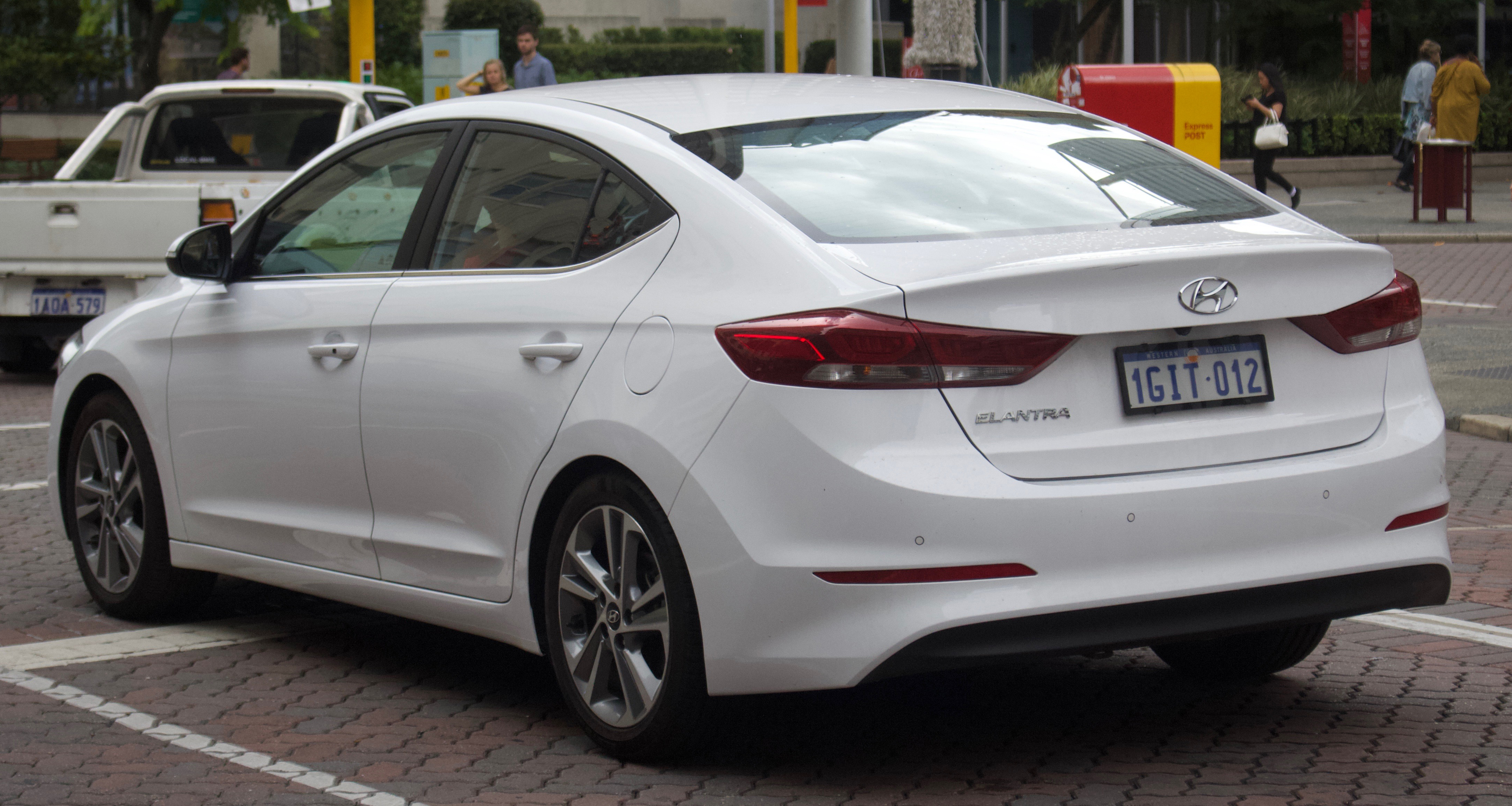
Sedán (pre-facelift) vista trasera
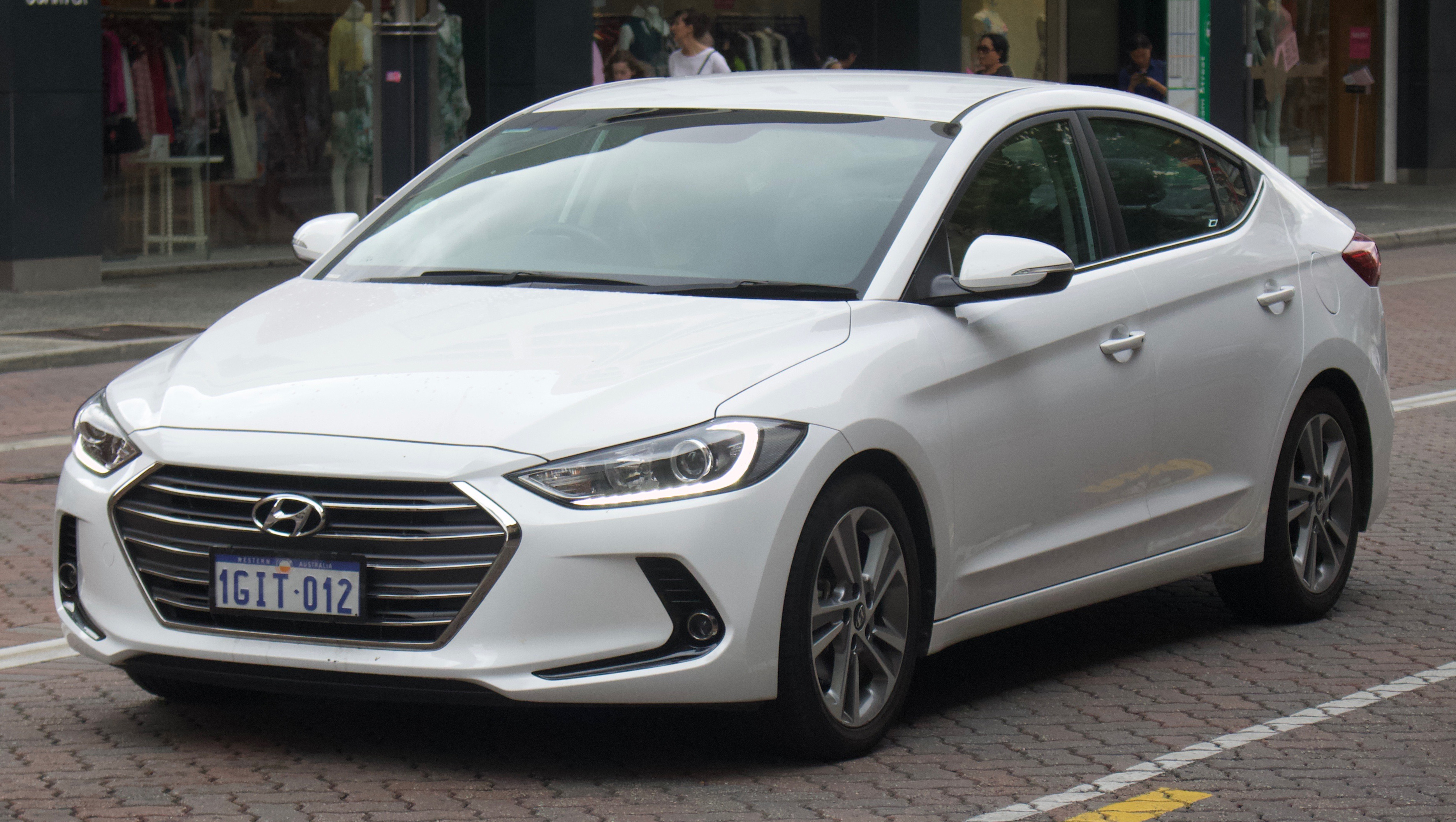
Sedán (pre-facelift) vista delantera
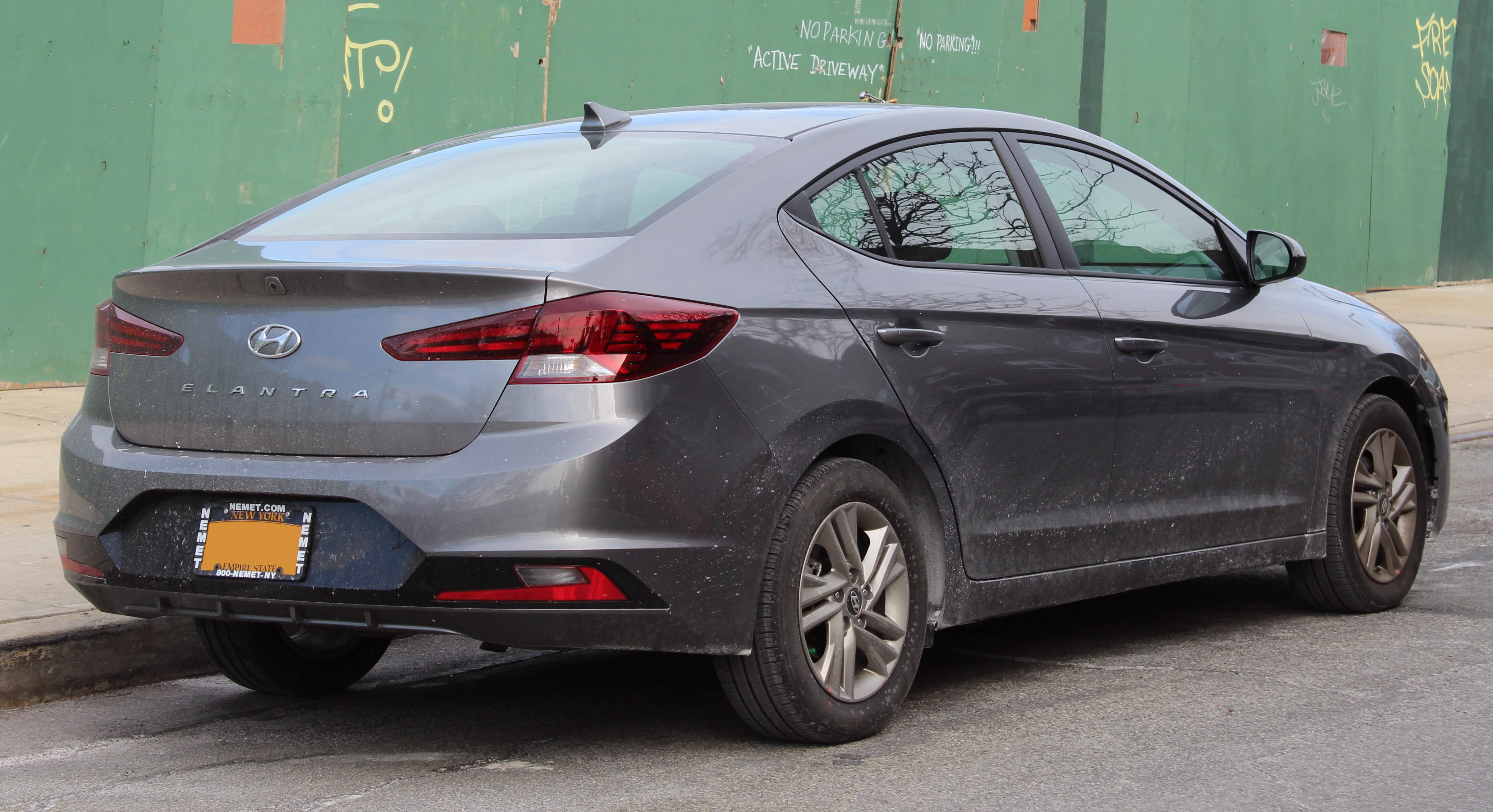
Sedán (post-facelift) vista trasera
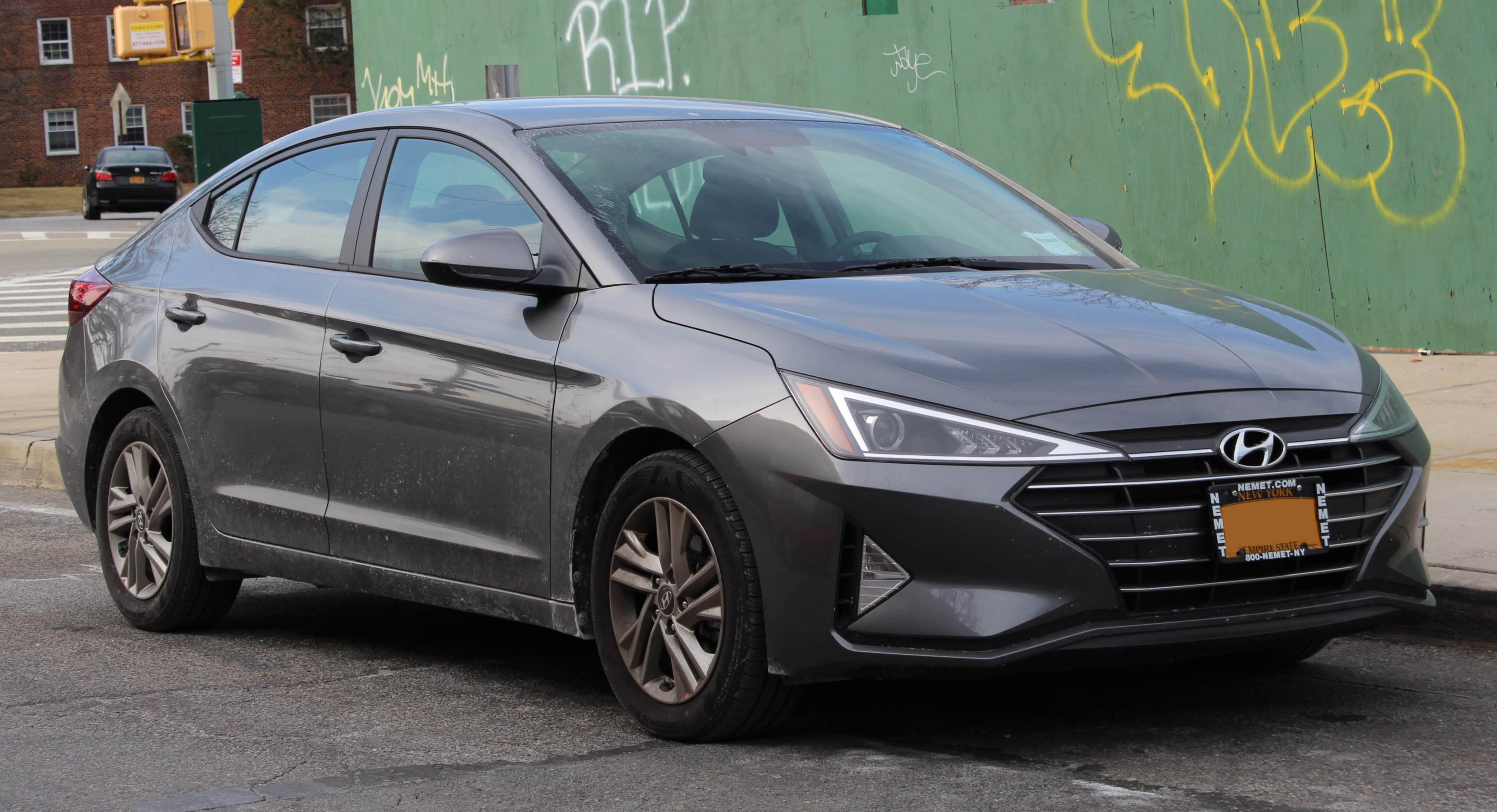
Sedán (post-facelift) vista delantera
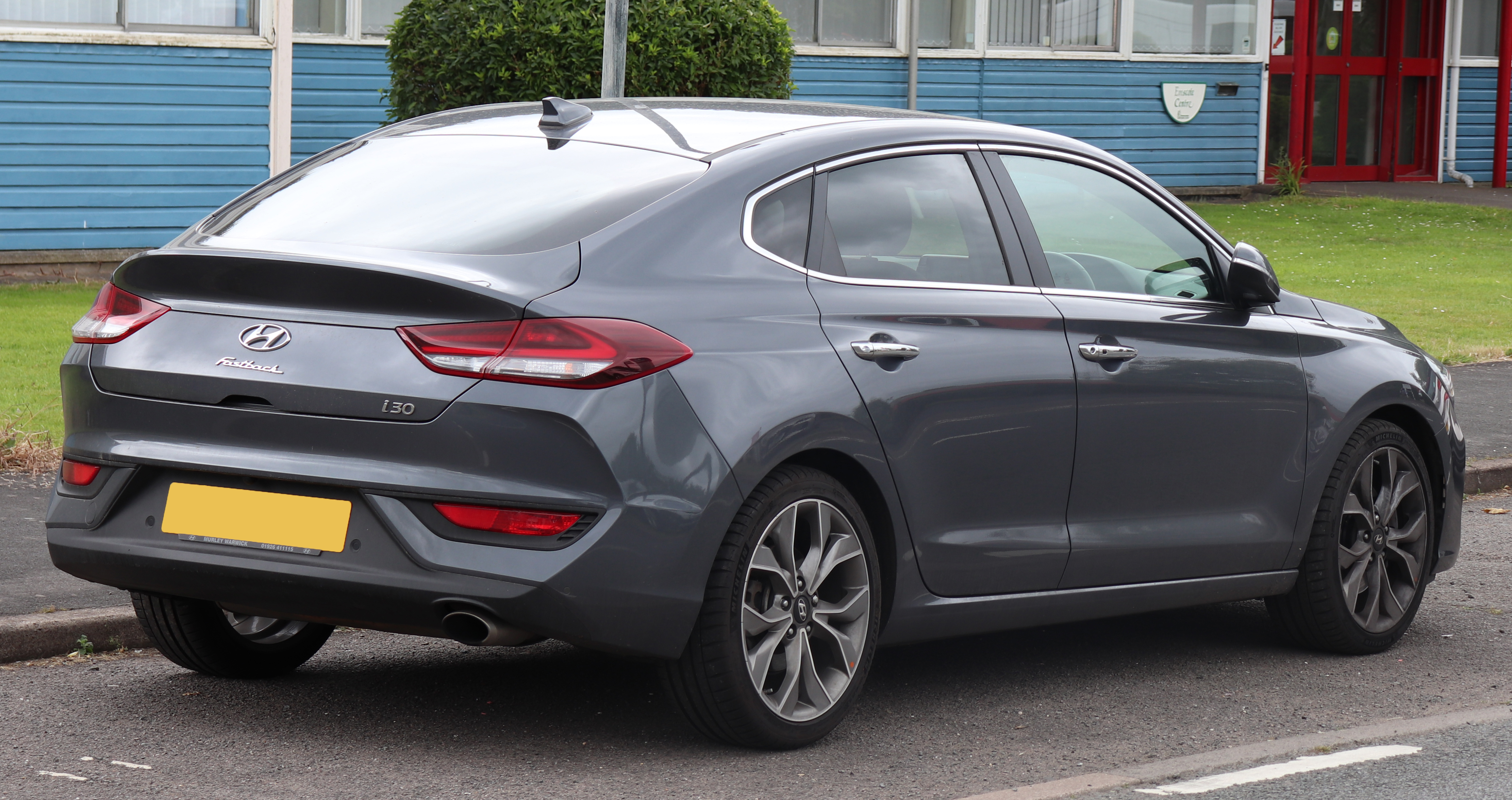
i30 vista trasera
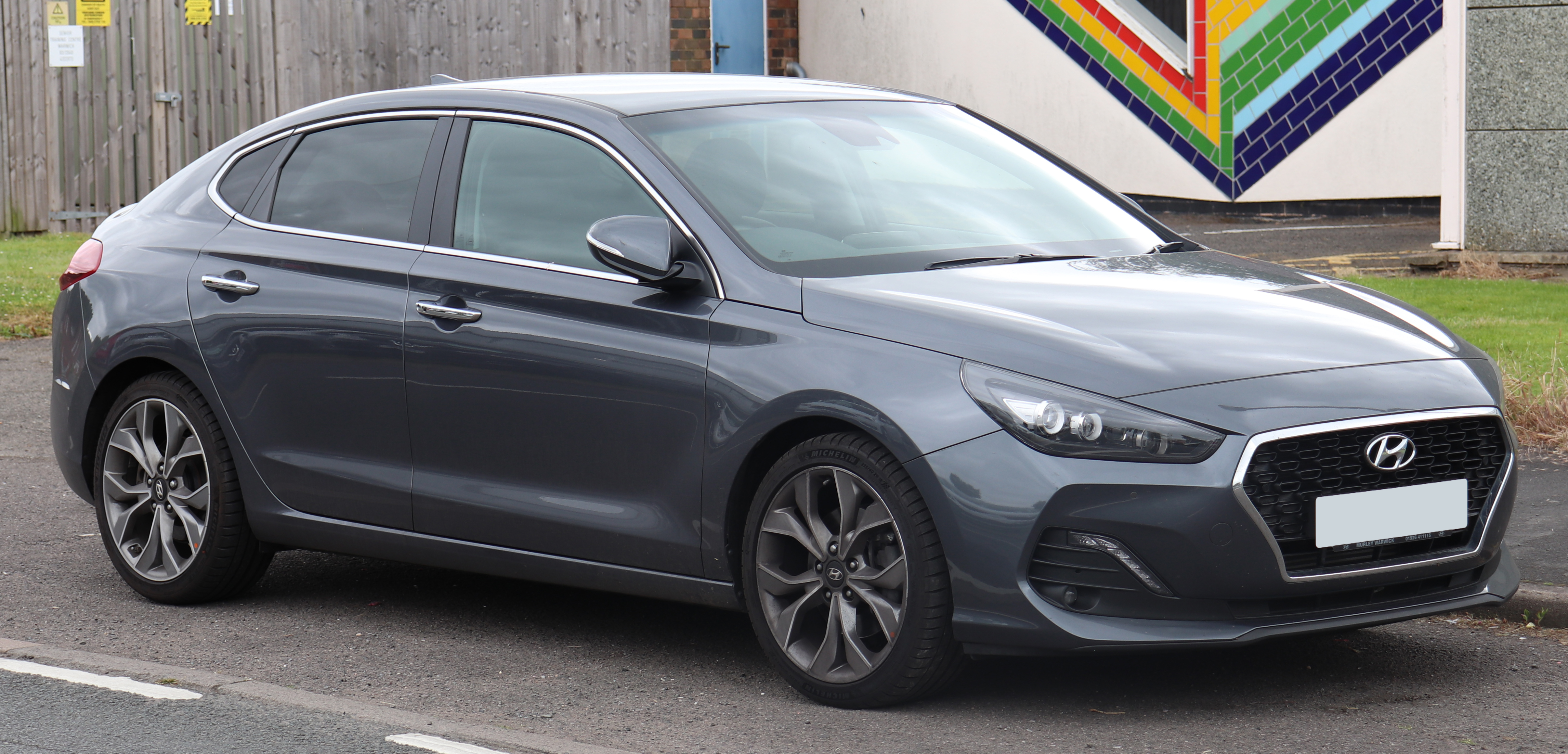
i30 vista delantera
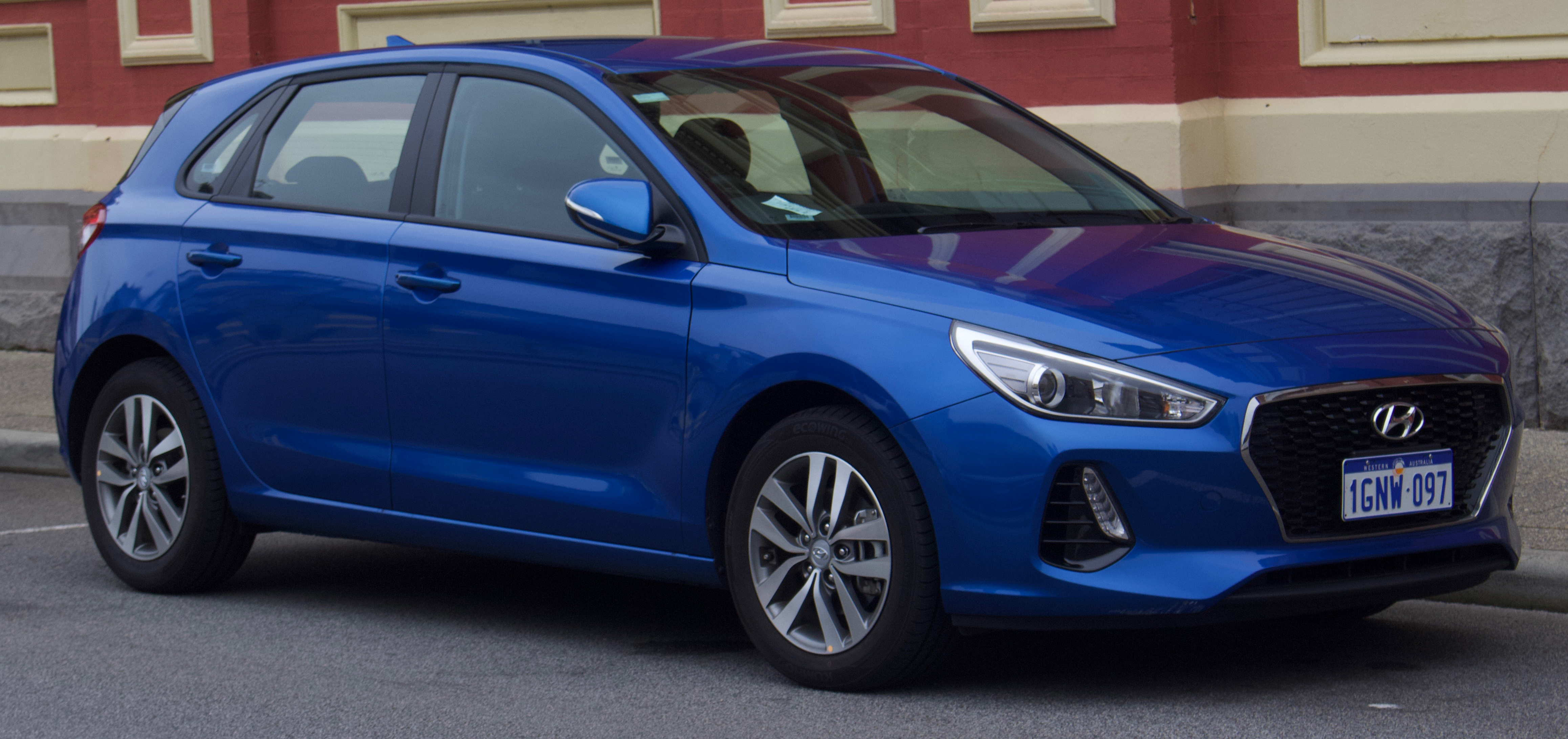
Elantra GT vista delantera
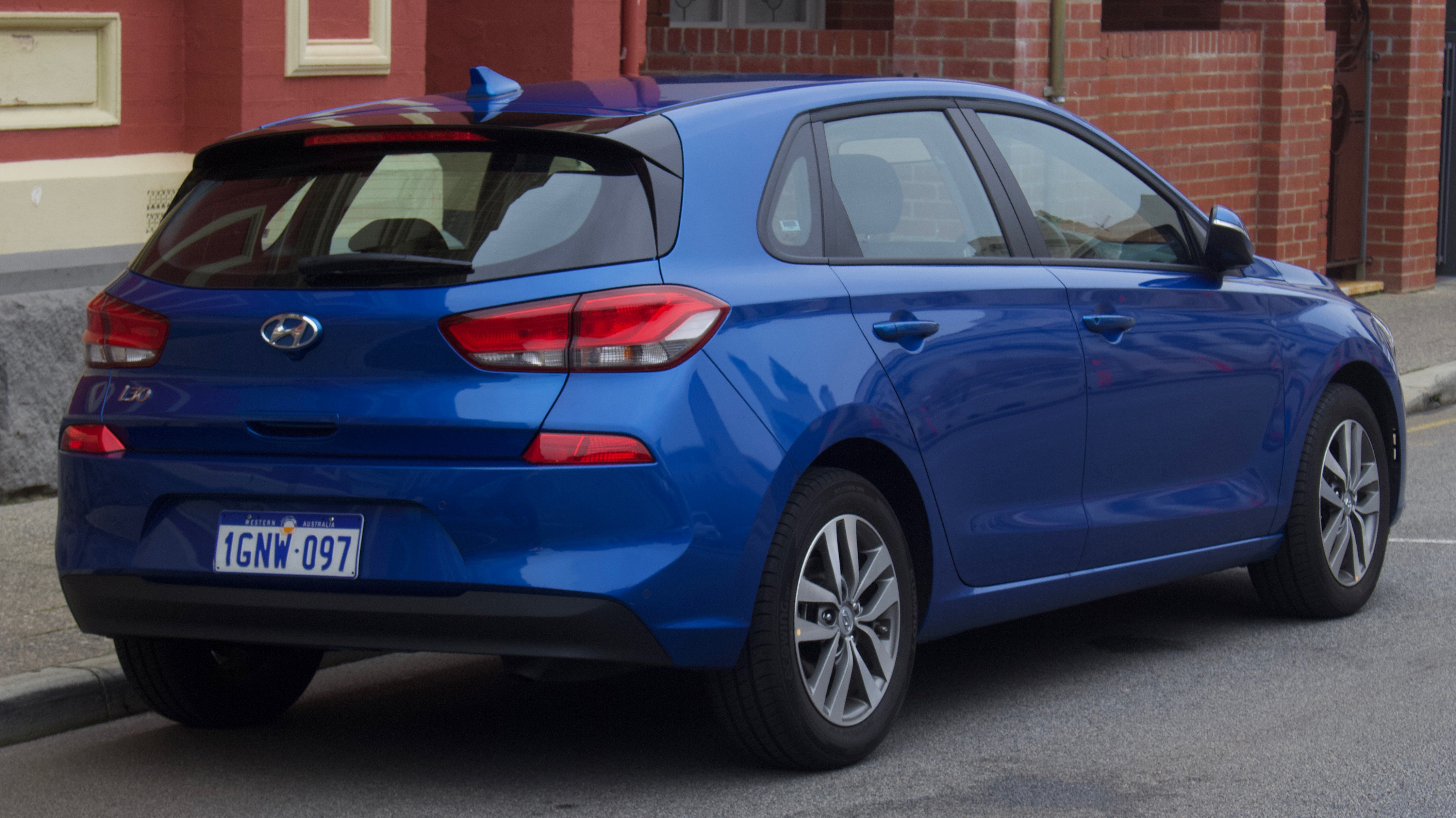
Elantra GT vista trasera

## CN7. Séptima generación (2021-presente)
La séptima generación de Elantra, cuyo lanzamiento estaba previsto para el año modelo 2021, se presentó el 17 de marzo de 2020 en West Hollywood, con el nombre en clave del modelo CN7. Se burló de un nuevo lenguaje de diseño de "dinámica paramétrica" y un regreso a un estilo sedán deportivo de parte trasera rápida más largo y ancho.El Hyundai Elantra de generación actual fue revelado el 17 de marzo de 2020, con el nombre en clave CN7. Con su nuevo lenguaje de diseño se ve más nítido que nunca y más de alta tecnología, adoptando algunas características tecnológicas del Sonata más grande. En el interior, hay más espacio para las piernas en la parte trasera y un nuevo diseño del panel de instrumentos con dos pantallas digitales disponibles. 
Incluye la tecnología de seguridad Smart Sense de Hyundai, que incluye asistencia para evitar colisiones delanteras (FCA), asistencia para evitar colisiones en el punto ciego (BCA), asistencia para evitar colisiones en el tráfico cruzado trasero (RCCA), asistencia para mantenerse en el carril (LKA) y crucero inteligente Control con Stop & Go (SCC).
En Australia y Nueva Zelanda, el Elantra de séptima generación se identifica como el sedán i30, para permitir que Hyundai integre el Elantra con el popular i30 hatchback para aumentar las ventas.

Entre las motorizaciones a gasolina se encuentran los Gamma y Smartstream de 1.6 litros de 126 caballos de fuerza y 155 n/m de torque, además de un motor Smartstream G1.6 T-GDi que aumenta la potencia a 201 hp y 265 n/m de torque. Finalmente, está disponible el motor Smartstream G2.0 MPI de 2.0 litros otorgando 147 hp y 179 n/m de torque. Todas las motorizaciones tienen opción de caja de cambios manual o automática de seis velocidades, sin embargo, la versión G1.6 T-GDi incluye una caja de transmisión de doble embrague de 7 velocidades. De acuerdo al mercado, también existen motorizaciones a gas licuado de petróleo y una versión híbrida, ambas de 1.6 litros (la versión híbrida incluye un motor eléctrico de 34 kilovatios y una batería de iones de litio de 1,3 kilovatios-hora) y transmisión automática de seis velocidades.

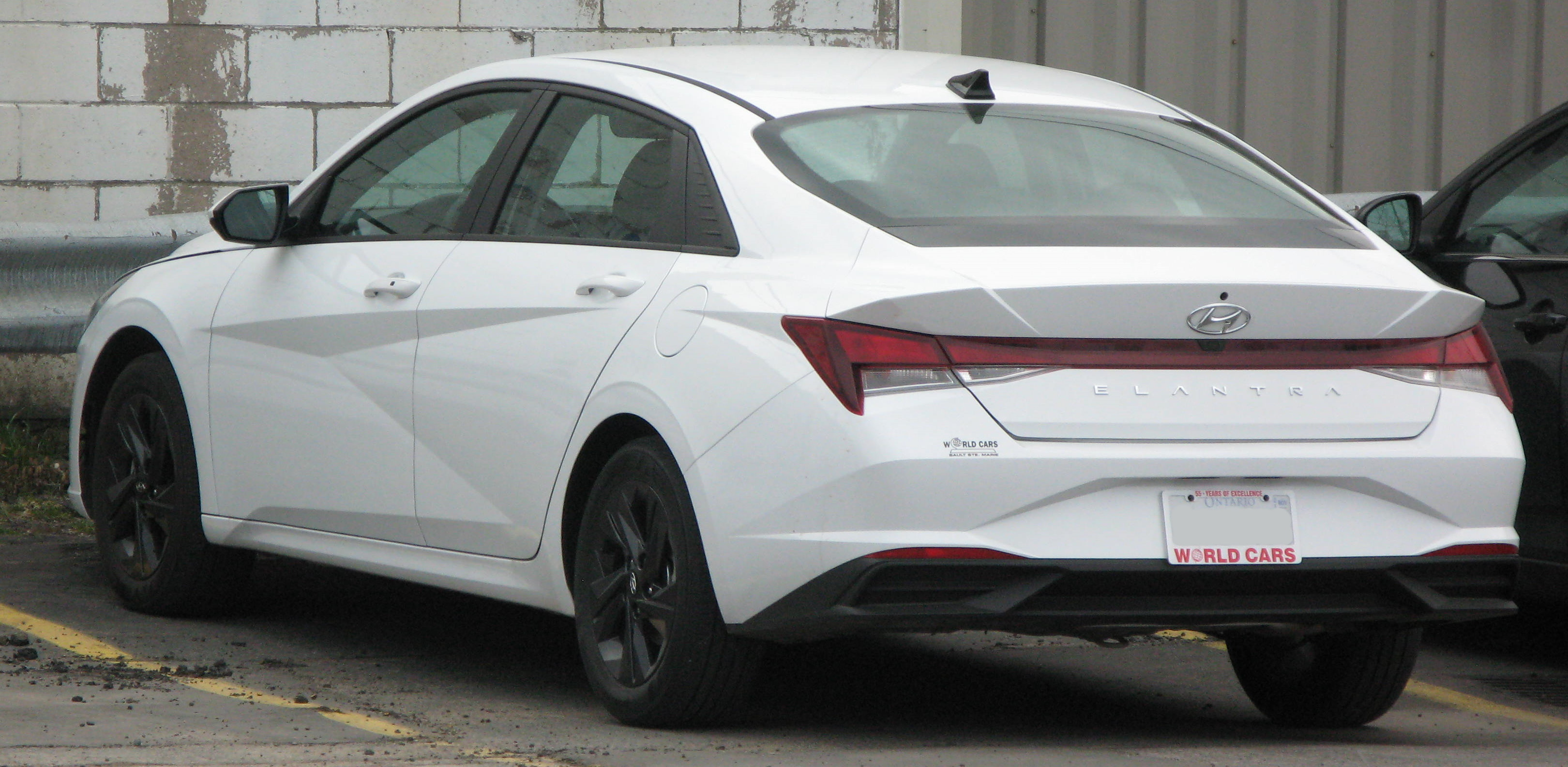
Sedan vista trasera
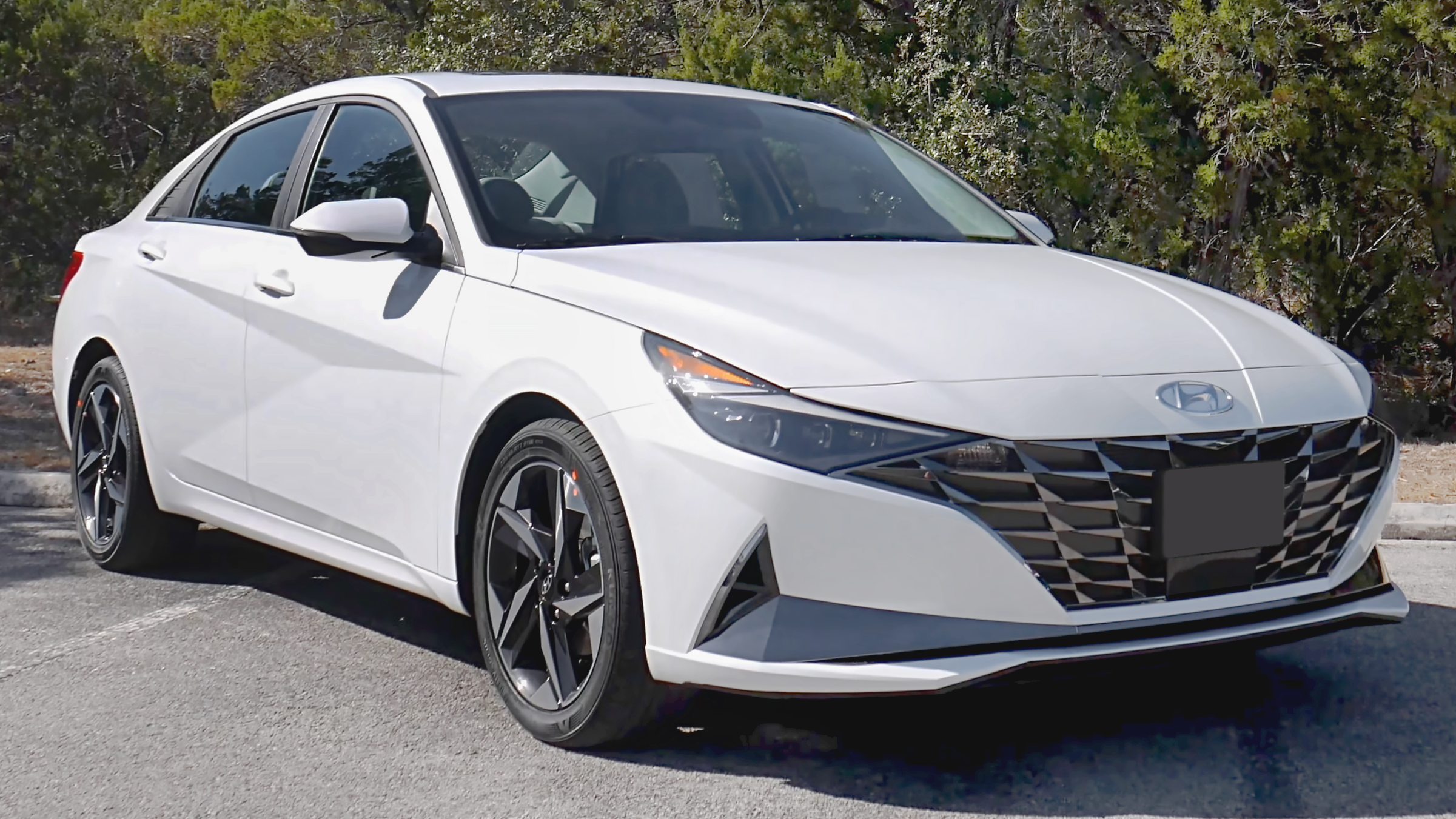
Sedan vista delantera
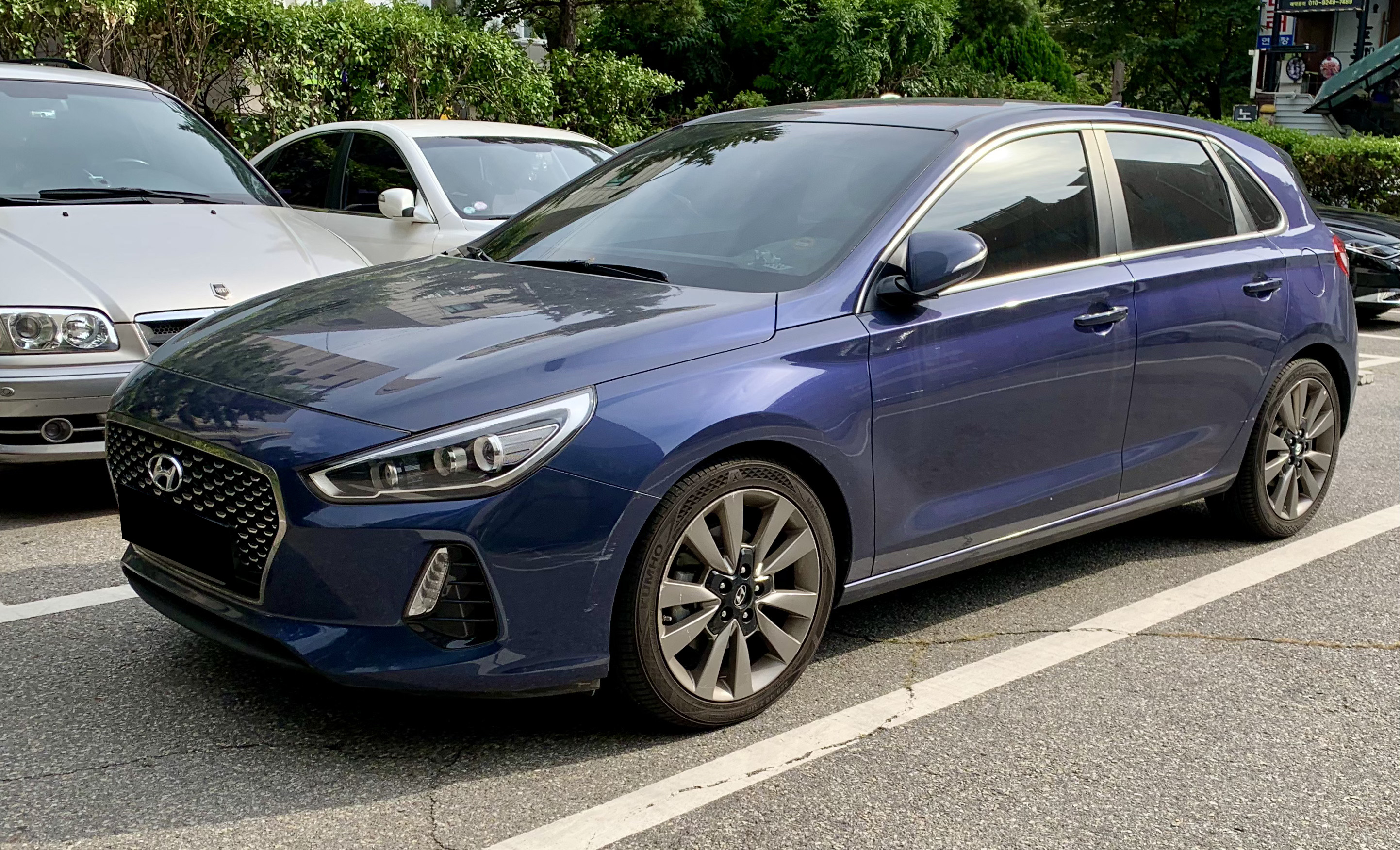
Elantra GT (Hatchback) vista delantera
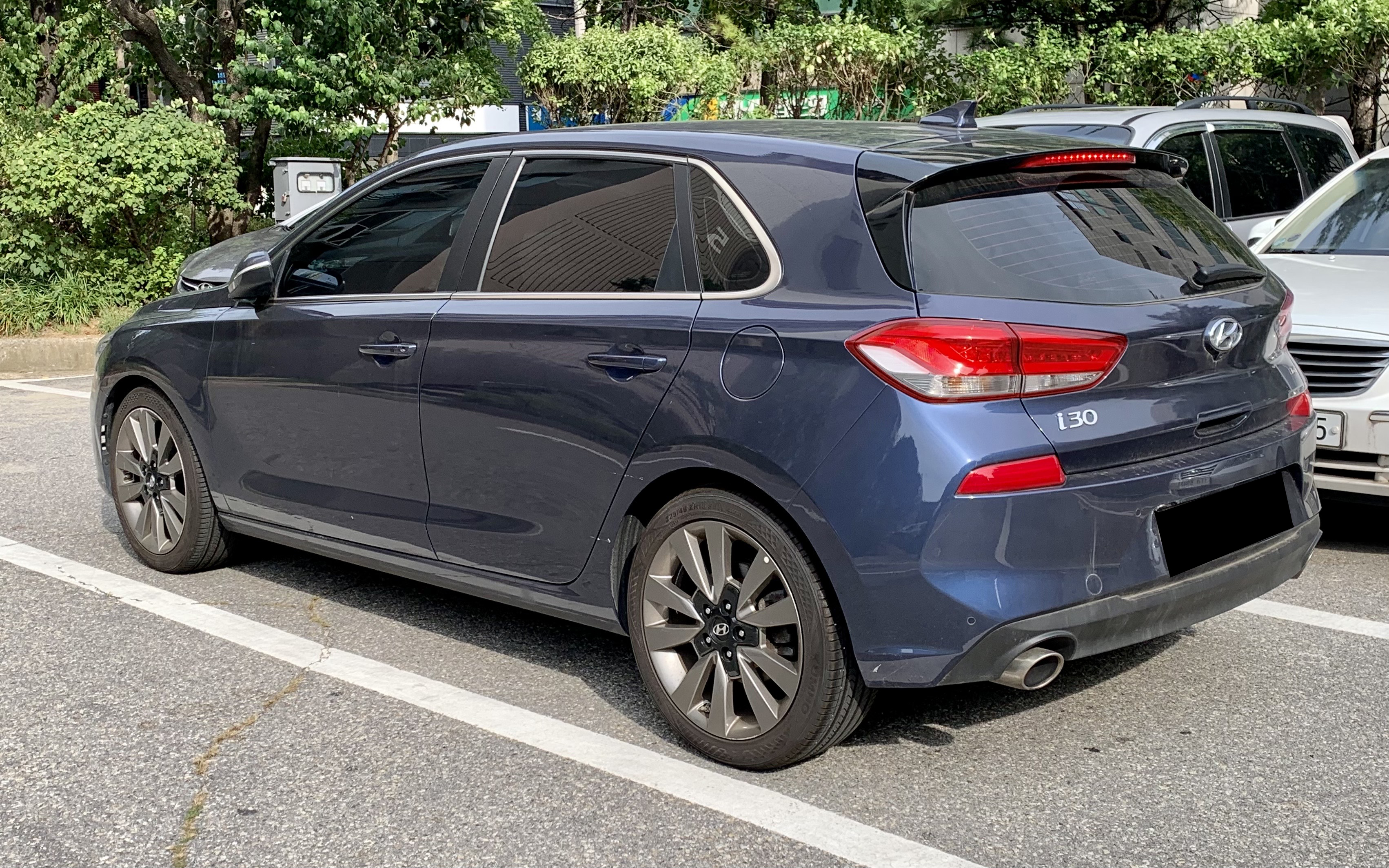
Elantra GT (Hatchback) vista trasera
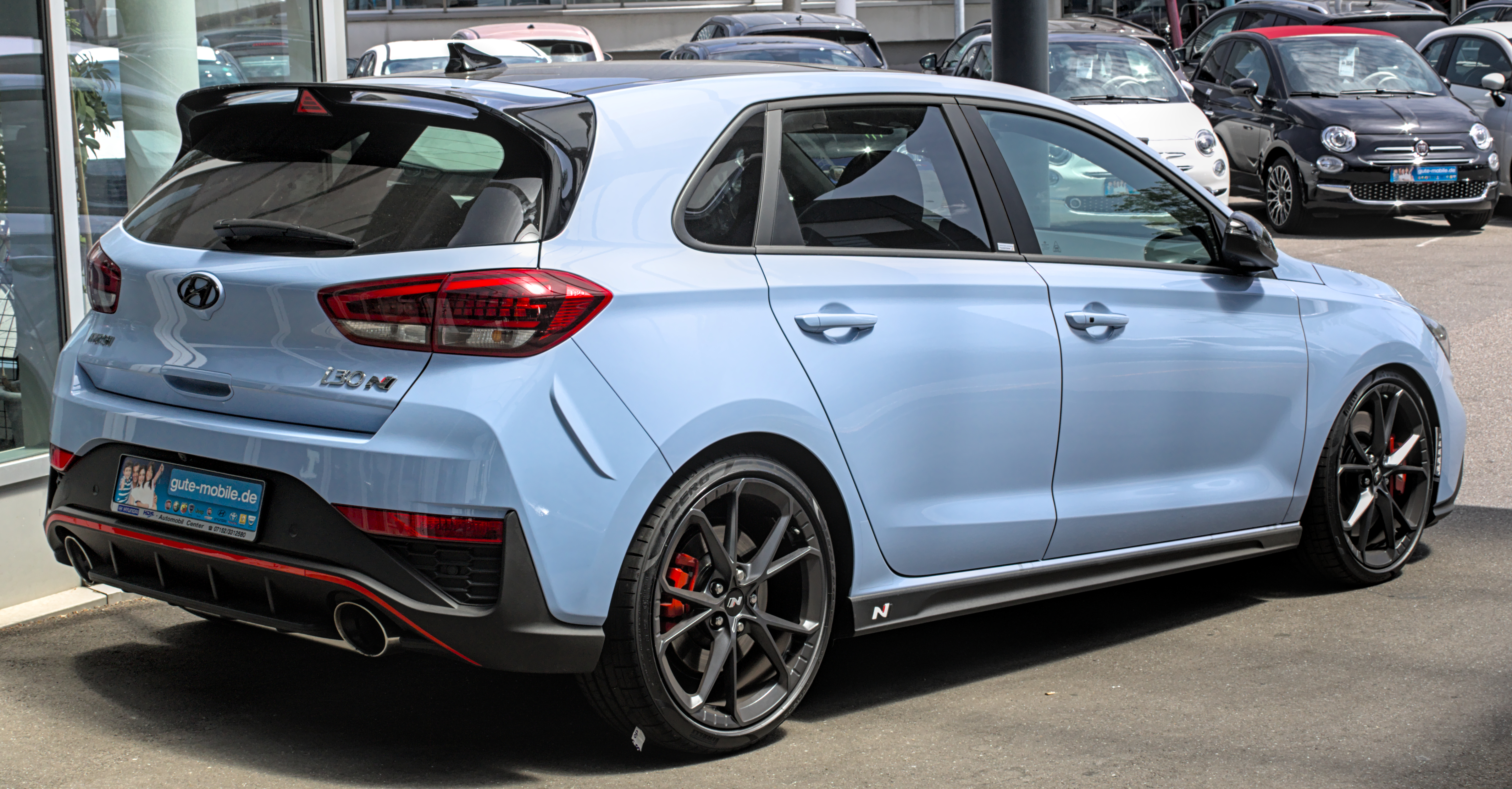
Hyundai i30 N
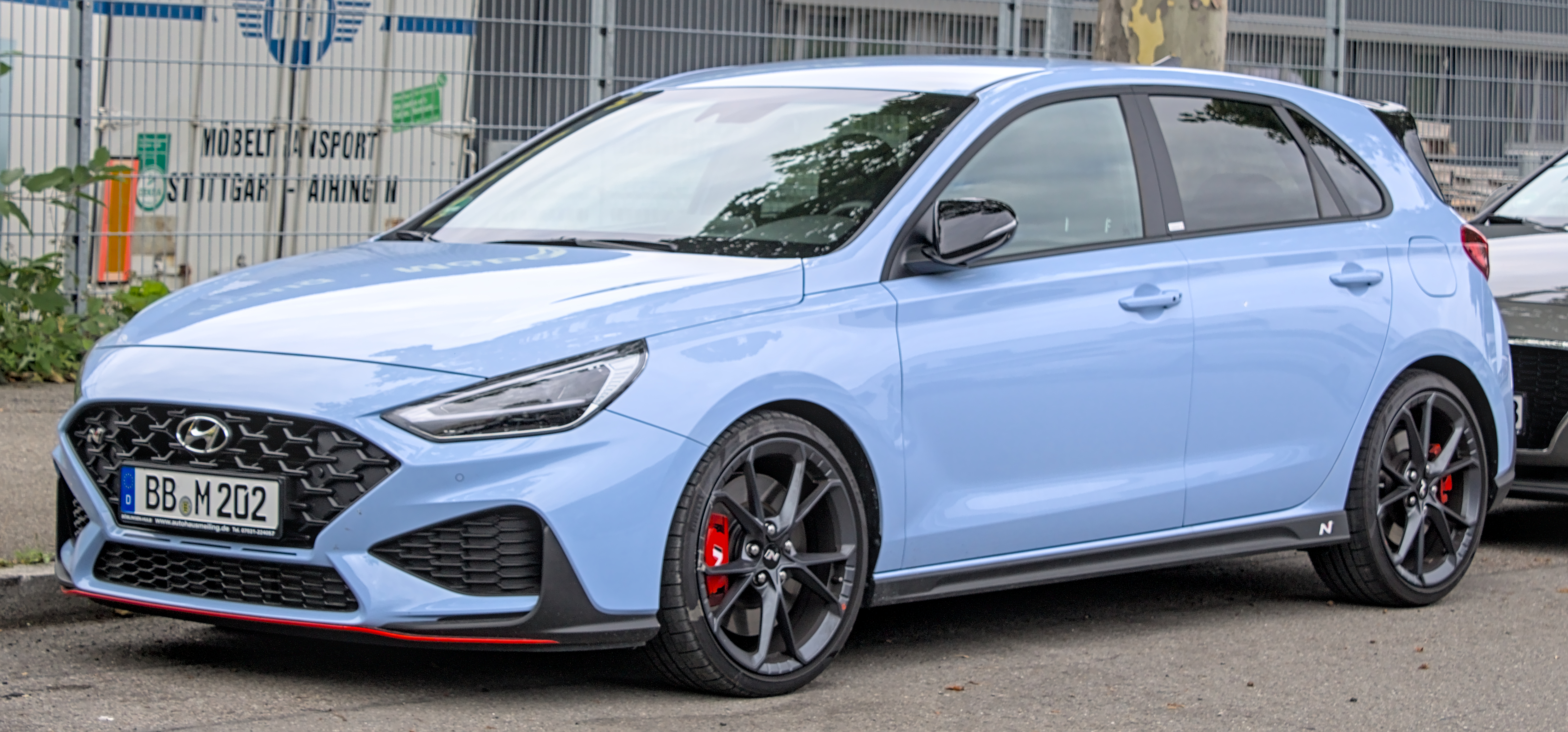
Hyundai i30 N